# Giải phẫu học

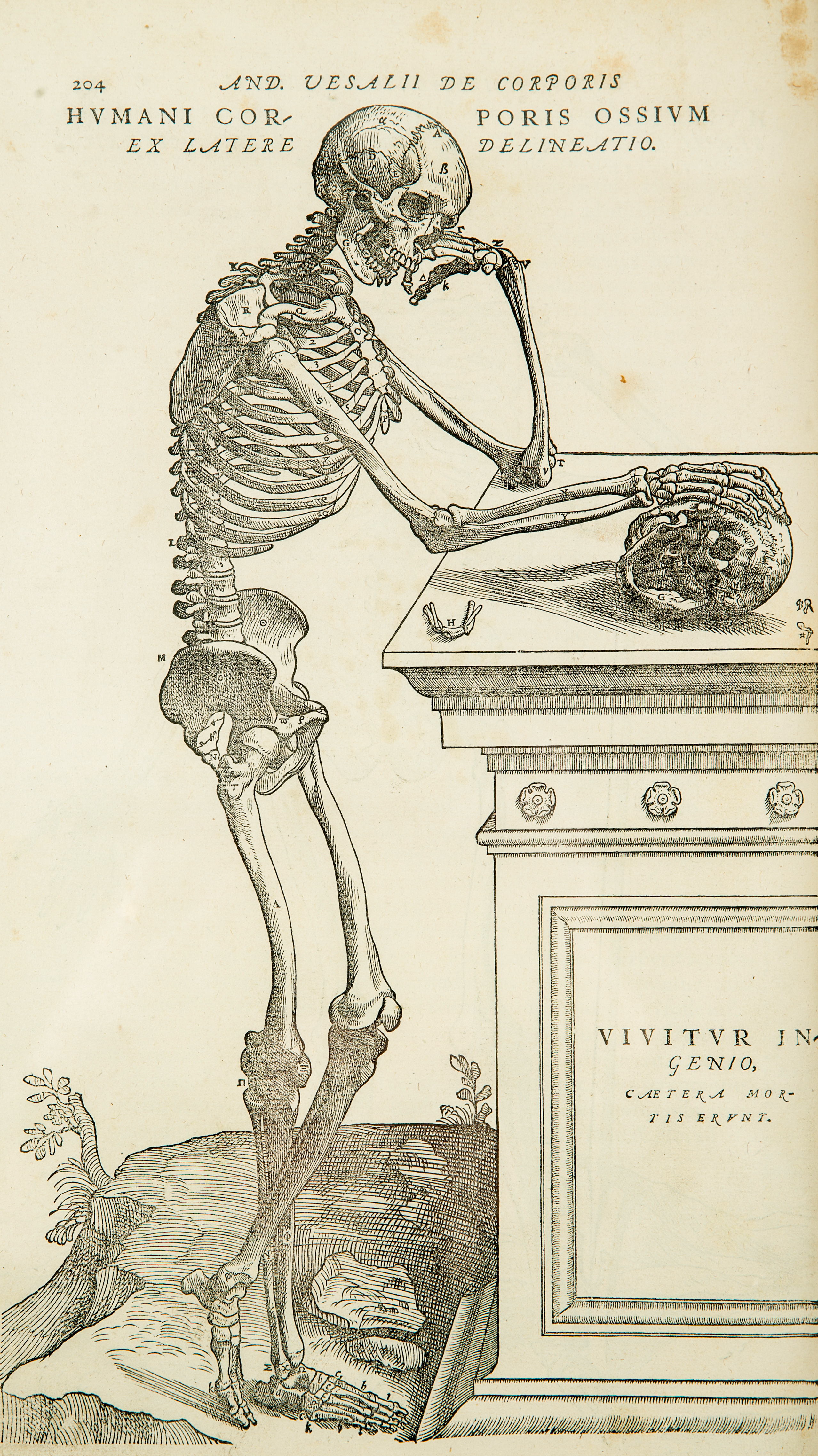
Một bức vẽ giải phẫu chi tiết trong cuốn De humani corporis fabrica của Andreas Vesalius, vào thế kỷ XVI. Cuốn sách đã đánh dấu sự ra đời của bộ môn giải phẫu học.

Giải phẫu học (tiếng Anh: anatomy, lấy từ tiếng Hy Lạp là anatomē, nghĩa là "mổ xẻ") là một trong các phân ngành của sinh học, liên quan đến nghiên cứu hình thái và cấu tạo của cơ thể sinh vật. Giải phẫu học cũng là một nhánh trong khoa học tự nhiên đi sâu vào tổ chức cấu trúc trong các sinh vật sống. Đây là một bộ môn khoa học lâu đời với nguồn gốc có từ tận thời Tiền sử. Phân ngành này vốn gắn liền với các ngành khác như sinh học phát triển, phôi học, giải phẫu so sánh, sinh học tiến hóa và phát sinh chủng loại học, vì thông qua giải phẫu, ta có thể quan sát những biến đổi về cấu trúc trong một khoảng thời gian ngắn (như sự phát triển của phôi) hoặc rất dài (như trong tiến hóa). Trong khi giải phẫu học nghiên cứu về cấu trúc thì sinh lý học nghiên cứu về chức năng của sinh vật cũng như các cơ quan, vì vậy, hai bộ môn này tạo thành một cặp liên ngành trong khoa học tự nhiên và thường được nghiên cứu cùng nhau. Giải phẫu người là một trong những ngành khoa học cơ bản thiết yếu được áp dụng trong y học.
Các ngành của giải phẫu có thể được chia thành giải phẫu vĩ mô và giải phẫu vi mô. Giải phẫu vĩ mô hay giải phẫu thô là nghiên cứu các bộ phận cơ thể của động vật chỉ với mắt thường. Giải phẫu vĩ mô cũng bao gồm các nhánh của giải phẫu bề ngoài. Giải phẫu vi mô hay giải phẫu hiển vi lại sử dụng các dụng cụ quang học hỗ trợ để nghiên cứu các mô từ các cấu trúc khác nhau, được gọi là mô học, và cả trong nghiên cứu tế bào.
Lịch sử giải phẫu học được đặc trưng bởi sự hiểu biết ngày càng tiến bộ về cấu trúc và chức năng của các cơ quan trên cơ thể con người. Các phương pháp sử dụng để giải phẫu cũng có những bước tiến đáng kể: từ chỉ phẫu tích thô xác động vật, ngày nay, ta sử dụng các kỹ thuật hình ảnh y học tiên tiến như X-quang, siêu âm và chụp cộng hưởng từ để nghiên cứu.

## Định nghĩa

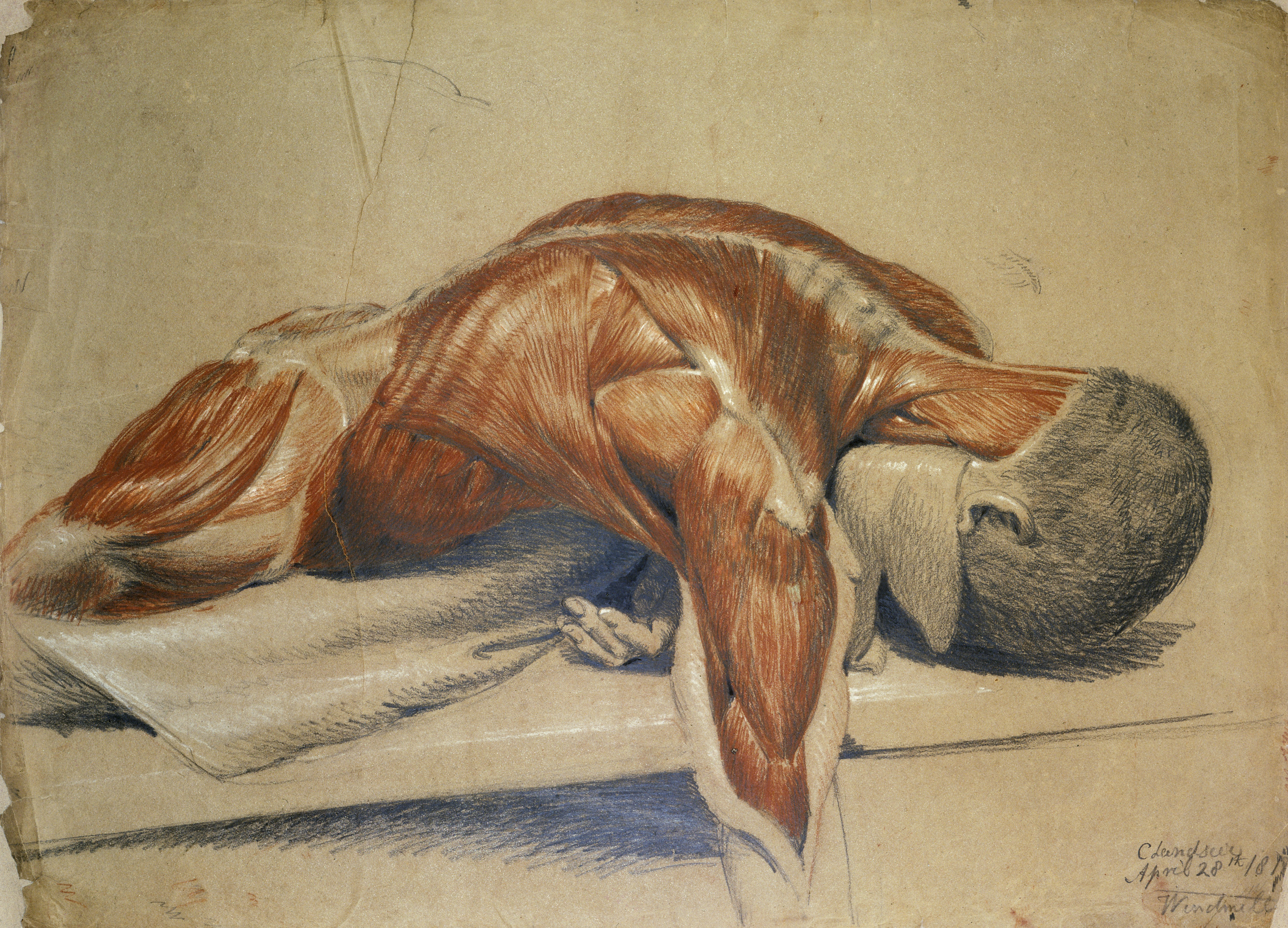
Tranh giải phẫu người, vẽ bởi Charles Landseer

Từ "anatomy" (giải phẫu) trong tiếng Anh có nguồn gốc từ tiếng Hy Lạp anatomē nghĩa là "mổ xẻ". Về từ nguyên, ἀνατέμνω (anatémnō, nghĩa là "Tôi cắt tách và mở ra"), trong đó ἀνά (aná, "tách"), và τέμνω (témnō, "tôi cắt"). Giải phẫu học là bộ môn nghiên cứu khoa học về các hệ thống, cơ quan và mô của sinh vật. Giải phẫu học mô tả hình dạng và vị trí của các bộ phận khác nhau, "thành phần" cấu tạo nên bộ phận đó cũng như mối quan hệ giữa các bộ phận đó với các bộ phận khác. Đây là bộ môn khá đặc thù nếu so sánh với sinh lý học và hóa sinh, là hai bộ môn lần lượt nghiên cứu về chức năng cũng như các quá trình hóa học của một bộ phận nào đó. Ví dụ, một nhà giải phẫu sẽ quan tâm đến hình dạng, kích thước, vị trí, cấu trúc, nguồn cung máu và các dây thần kinh của một cơ quan, chẳng hạn như gan; trong khi đó, một nhà sinh lý học lại quan tâm đến việc tiết mật, vai trò của gan trong dinh dưỡng và điều hòa các chức năng cơ thể.
Giải phẫu học được chia thành một số phân ngành nhỏ hơn như giải phẫu vĩ mô (giải phẫu thô) và giải phẫu vi mô (giải phẫu hiển vi). Giải phẫu vĩ mô nghiên cứu về các cấu trúc đủ lớn để có thể thấy bằng mắt thường. Giải phẫu bề mặt cũng được xếp vào giải phẫu vĩ mô, phân ngành này chuyên nghiên cứu các đặc điểm cơ thể có thể nhìn thấy ở bên ngoài mà không mổ vào bên trong. Giải phẫu vi mô (bộ môn mô-phôi) là nghiên cứu về các cấu trúc ở cấp độ hiển vi. Mô học (nghiên cứu về mô) và phôi học (nghiên cứu về phôi) cũng được xếp vào nhóm ngành này.
Giải phẫu có thể được nghiên cứu bằng cả phương pháp xâm lấn và không xâm lấn với mục đích là thu được thông tin về cấu trúc và tổ chức của các cơ quan và hệ thống. Phương pháp được sử dụng có thể kể đến như phẫu tích (hay mổ xẻ), tức là ta sẽ "mở" cơ thể sinh vật và nghiên cứu các cơ quan. Một phương pháp khác là nội soi, sử dụng một dụng cụ có gắn máy quay và đưa vào cơ thể qua một vết mổ nhỏ, những hình ảnh thu được sẽ cho ta thông tin về các cơ quan nội tạng cũng như các cấu trúc khác. Chụp động mạch bằng tia X hoặc chụp mạch cộng hưởng từ là phương pháp để thu được hình ảnh cho các mạch máu.
Thuật ngữ "giải phẫu" thường được dùng để chỉ giải phẫu người. Tuy nhiên, về cơ bản thì các loài khác trong giới Động vật cũng có các cấu trúc và mô tương tự như chúng ta, vì vậy, "giải phẫu" còn có thể muốn đề cập đến giải phẫu các loài động vật nói chung. Thuật ngữ "giải phẫu động vật" (zootomy) đôi khi cũng được sử dụng để chỉ riêng việc giải phẫu các động vật không phải người. Cấu trúc và mô của thực vật có bản chất không giống như động vật và chúng được nghiên cứu trong bộ môn khác là giải phẫu thực vật.

## Mô động vật

Thiết đồ cắt của một tế bào động vật (có cả lông roi)

Giới Động vật gồm các sinh vật đa bào, sống dị dưỡng và có thể vận động (dù trong tiến hóa, một số loài đã không còn khả năng này, chẳng hạn như san hô và bọt biển). Hầu hết các động vật có cơ thể được biệt hóa thành các mô riêng biệt, những động vật này còn được gọi là Eumetazoa. Chúng có một khoang tiêu hóa nằm trong cơ thể, với một hoặc hai lỗ mở ra ngoài; giao tử được tạo ra tại cơ quan sinh dục đa bào và có giai đoạn phôi nang trong quá trình phát triển từ hợp tử của mình. Lưu ý, ngành Thân lỗ (chẳng hạn như bọt biển) cũng được xếp vào giới Động vật, vì chúng là động vật đa bào nguyên thủy.
Không giống như tế bào thực vật, tế bào động vật không có thành tế bào hay lục lạp. Nếu tế bào động vật có không bào thì bào quan này có số lượng nhiều hơn nhưng kích thước lại nhỏ hơn so với ở thực vật. Các mô cơ thể gồm có nhiều loại tế bào, tính cả những loại tế bào được tìm thấy ở cơ, dây thần kinh và da. Mỗi loại tế bào thường có đủ ba thành phần chính: màng tế bào (cấu tạo từ phospholipid), tế bào chất và nhân. Tất cả các tế bào khác nhau của động vật đều có nguồn gốc từ lá phôi. Động vật không xương sống với cấu trúc đơn giản phát triển từ phôi hai lá (gồm lá phôi ngoài và lá phôi trong). Động vật phức tạp hơn lại có cấu trúc và cơ quan được hình thành từ phôi ba lá. Tất cả mô và cơ quan của các động vật này đều có nguồn gốc từ ba lá phôi, gồm: lá phôi ngoài, lá phôi giữa và lá phôi trong.
Mô động vật có thể được nhóm thành bốn loại cơ bản: mô liên kết, biểu mô, mô cơ và mô thần kinh.

### Mô liên kết

Hình ảnh phóng đại cao sụn trong (nhuộm bằng phương pháp H.E)

Mô liên kết có dạng sợi và được tạo thành từ các tế bào nằm rải rác trên phần vô cơ gọi là chất nền ngoại bào. Mô liên kết tạo hình cho các cơ quan và giữ chúng đúng vị trí. Các loại mô liên kết chính gồm có mô liên kết lỏng, mô mỡ, mô liên kết sợi, sụn và xương. Chất nền ngoại bào chứa các protein, loại protein chủ yếu và phong phú nhất là collagen. Collagen đóng vai trò chính trong việc tổ chức và duy trì các mô. Chất nền ngoại bào có thể được biến đổi để tạo thành xương giúp nâng đỡ và bảo vệ cơ thể. Bộ xương ngoài là lớp bảo vệ dày và cứng bên ngoài cơ thể động vật. Lớp bảo vệ này có thể được làm cứng bằng cách khoáng hóa chất nền, như ở động vật giáp xác hoặc bằng cách đan chéo chéo protein, như ở côn trùng. Bộ xương trong ở bên trong cơ thể và có mặt ở tất cả các loài động vật bậc cao và một số ở động vật bậc thấp.

### Biểu mô

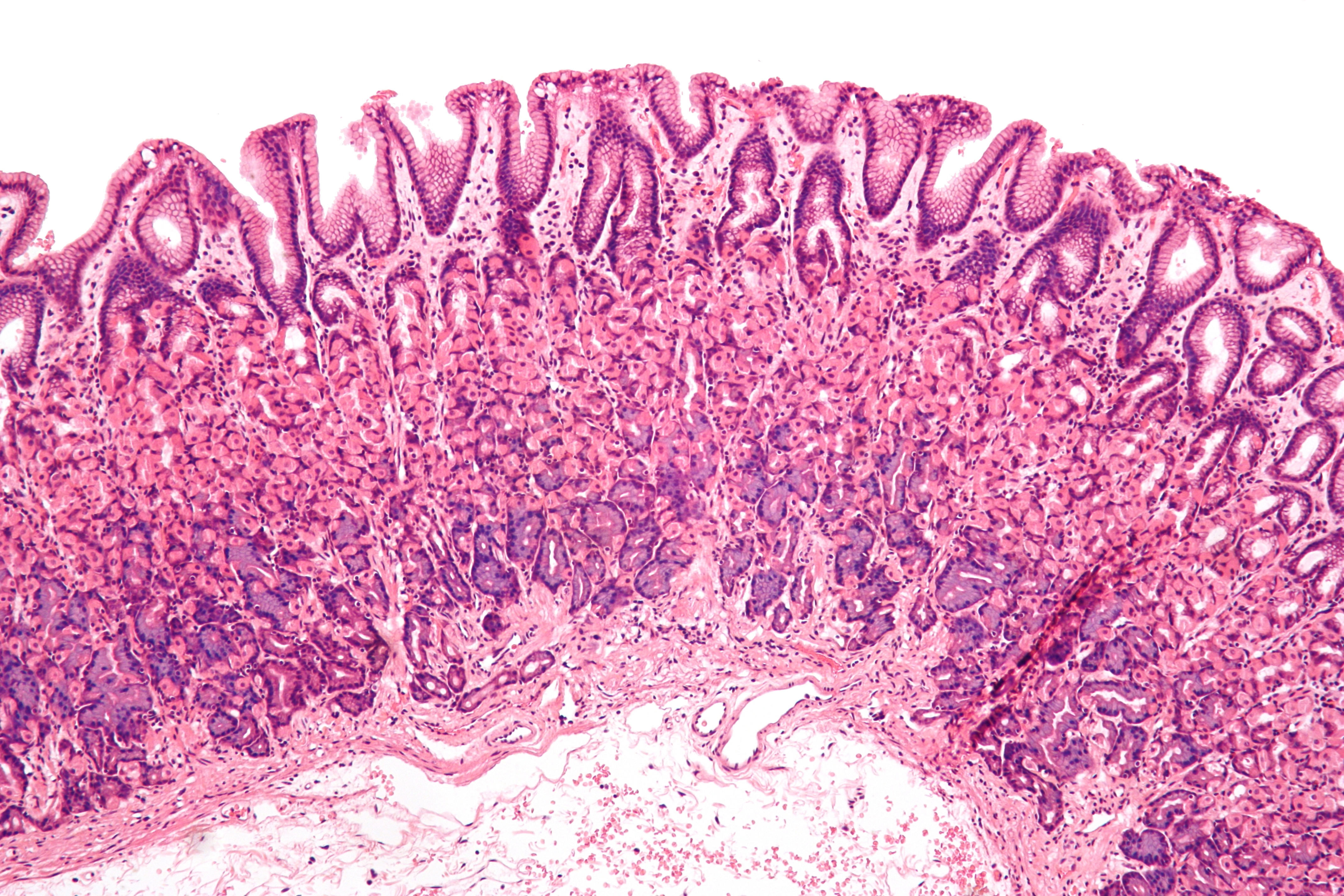
Hình ảnh phóng đại thấp màng nhầy dạ dày (nhuộm bằng phương pháp H.E)

Biểu mô hay mô biểu bì gồm các tế bào được xếp ken chặt với nhau, liên kết với nhau bởi các phân tử kết dính tế bào. Khoảng không gian giữa các tế bào với nhau là rất nhỏ. Các tế bào của biểu mô có thể có dạng dẹt (giống gạch lát sàn nhà), dạng khối (giống viên xúc xắc) hoặc dạng cột (giống hình viên gạch). Các tế bào này được xếp trên phiến nền (basal lamina). Phiến nền là lớp phía trên của lớp màng nền, còn lớp phía dưới của màng nền là phiến lưới. Phiến lưới nằm cạnh mô liên kết trong chất nền ngoại bào được tiết ra bởi tế bào biểu mô. Có nhiều loại biểu mô khác nhau, mỗi loại được biến đổi để phù hợp với chức năng cụ thể. Chẳng hạn, đường hô hấp được lót bởi một loại biểu mô có các lông rung; các tế bào biểu mô với các lông siêu nhỏ (còn gọi là riềm bàn chải) lót ở ruột non và biểu mô lót trong ruột già có các lông ruột. Da, lớp phủ bên ngoài cơ thể ở động vật có xương sống, được cấu tạo nhiều lớp biểu mô dẹt với phần bên ngoài được sừng hóa. Tế bào sừng chiếm tới 95% tổng số tế bào trong da. Các tế bào biểu mô ở phía mặt bên ngoài của cơ thể thường tiết ra chất nền ngoại bào. Ở các động vật đơn giản, chất nền chỉ là một lớp glycoprotein. Ở những động vật tiến hóa hơn, nhiều tuyến được hình thành từ các tế bào biểu mô.

### Mô cơ

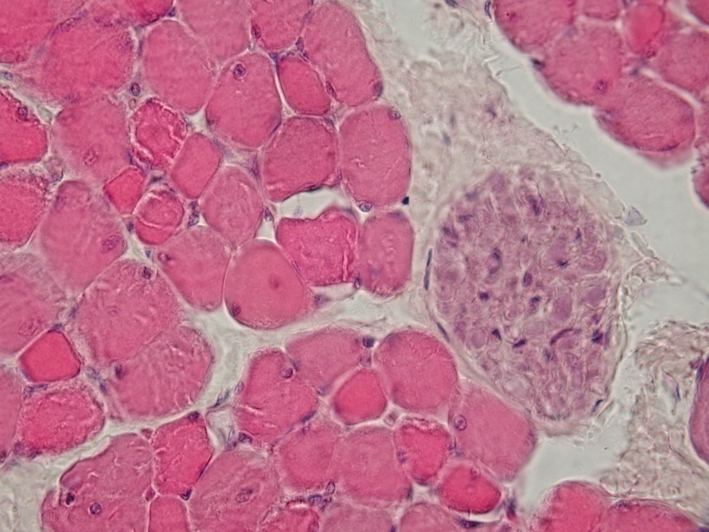
Thiết đồ phóng đại cao cắt qua cơ vân và một dây thần kinh nhỏ (nhuộm bằng phương pháp H.E)

Các tế bào cơ hợp lại thành mô hoạt động theo phương thức co rút. Mô cơ có chức năng tạo ra lực, hình thành cử động hoặc vận động các cơ quan nội tạng. Cơ được hình thành từ các sợi tơ cơ, gồm ba loại: cơ vân (hay cơ xương), cơ trơn và cơ tim. Cơ trơn là các tế bào cơ kéo dài thành hình thoi, không có khía vân ngang khi kiểm tra bằng kính hiển vi. Loại cơ này co chậm và yếu nhưng nhưng duy trì sự co lâu hơn. Cơ trơn được tìm thấy trong các cơ quan như xúc tu hải quỳ và thành cơ thể của hải sâm. Cơ vân có khả năng co lại nhanh, mạnh nhưng chỉ trong một thời gian hạn chế nhất định. Loại cơ này được tìm thấy trong các cơ hàm. Ở động vật bậc cao, cơ vân xuất hiện thành bó, bám vào xương để gây chuyển động và cơ thường được sắp xếp theo dạng đôi một đối kháng. Cơ trơn được tìm thấy trong các thành của tử cung, bàng quang, ruột, dạ dày, thực quản, đường thở và mạch máu. Cơ tim chỉ có ở tim, thực hiện co bóp và bơm máu đi khắp cơ thể.

### Mô thần kinh

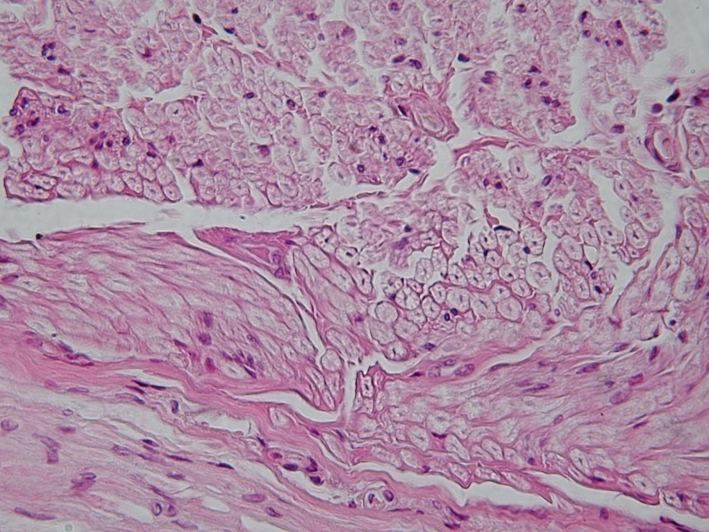
Thiết đồ phóng đại cao cắt qua mô thần kinh ở hệ thần kinh ngoại biên

Mô thần kinh gồm các tế bào thần kinh (nơron) và các tế bào thần kinh đệm (thần kinh giao). Ở một số động vật biển hình thái đối xứng có khả năng di chuyển chậm như các động vật thuộc ngành Sứa lược và ngành Thích ty bào (bao gồm hải quỳ và sứa), thần kinh có dạng mạng lưới thần kinh. Ở hầu hết các động vật, dây thần kinh được hợp lại thành bó. Ở động vật bậc thấp, tế bào thần kinh thụ thể trong thành cơ thể gây ra phản ứng cục bộ với một kích thích. Ở động vật phức tạp hơn, các tế bào thụ thể chuyên biệt như hóa thụ thể (chemoreceptor) và quang thụ thể (photoreceptor) tập hợp lại và truyền đạt thông tin dọc theo mạng lưới thần kinh đến các vùng khác của cơ thể sinh vật. Các tế bào thần kinh kết nối với nhau trong hạch thần kinh. Ở động vật bậc cao, các thụ thể chuyên biệt là cơ sở của các cơ quan tiếp nhận cảm giác. Các loài này còn có cả hệ thần kinh trung ương (não và tủy sống) và hệ thần kinh ngoại biên. Hệ thần kinh ngoại biên gồm nhánh cảm giác: làm nhiệm vụ truyền thông tin từ cơ quan cảm giác khi tiếp nhận kích thích từ môi trường và nhánh vận động giúp chi phối vận động cho cơ quan đích, trả lời các kích thích đó. Hệ thần kinh ngoại biên được chia thành hệ thần kinh soma truyền cảm giác và kiểm soát cơ vân, và hệ thần kinh tự chủ kiểm soát không ý thức hoạt động cơ trơn, một số tuyến, nội tạng, bao gồm dạ dày.

## Giải phẫu động vật có xương sống

Sọ chuột

Tất cả các động vật có xương sống có một cấu trúc cơ thể khá giống nhau, đặc biệt là trong giai đoạn phôi thai: các động vật đều hình thành dây sống, thừng nguyên sống, ống thần kinh, cung họng và đuôi phía sau hậu môn. Tủy sống được cột sống bảo vệ, nằm phía trên thừng nguyên sống và phía sau ống tiêu hóa. Mô thần kinh có nguồn gốc từ lớp ngoại bì, mô liên kết có nguồn gốc từ trung bì và ruột có nguồn gốc từ nội bì. Ở phía sau cùng là đoạn đuôi, liên tiếp với tủy sống nhưng không liên tiếp với ruột. Miệng nằm ở mặt trước còn hậu môn ở mặt sau, vị trí dưới đuôi. Một trong những đặc điểm quan trọng của động vật có xương sống là có sự hình thành, phát triển cột sống và phân đoạn thành các đốt sống. Ở hầu hết các loài động vật có xương sống, thừng nguyên sống phát triển thành nhân tủy của đĩa gian đốt sống. Tuy nhiên, một số ít động vật có xương sống (họ Cá tầm và bộ Cá vây tay) vẫn còn thừng nguyên sống đến khi trưởng thành. Động vật có quai hàm có đặc điểm tiêu giản phần phụ (vây, chân). Các chi của động vật có xương sống là các cơ quan tương đồng vì cấu trúc xương có những nét giống nhau và được thừa hưởng từ một tổ tiên chung. Nhà tự nhiên học Charles Darwin đã dựa vào lý thuyết này để củng cố thuyết tiến hóa của mình.

### Giải phẫu cá

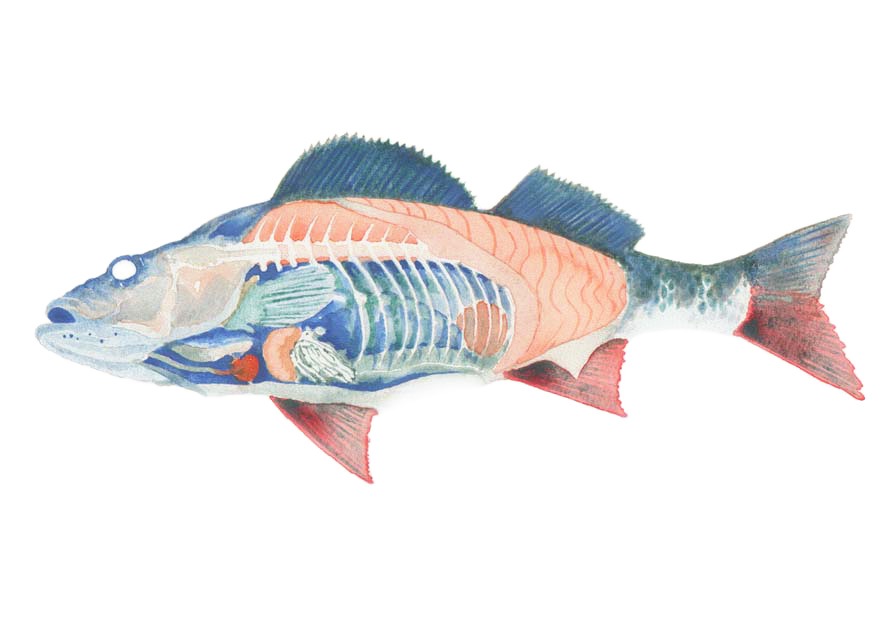
Sơ đồ cấu tạo trong của cá

Cơ thể cá được chia thành ba phần: đầu, thân và đuôi. Sự phân chia này đôi khi không thể xác định bằng hình dạng bên ngoài. Bộ xương là cấu trúc nâng đỡ bên trong cơ thể cá, có thể là sụn (đối với lớp cá sụn) hoặc xương (trong liên lớp cá xương). Thành phần chính của bộ xương cá là cột sống, gồm các đốt sống khớp có khối lượng nhẹ tiếp nối với nhau mạnh mẽ. Xương sườn gắn với cột sống. Cá không có chi hoặc chi bị tiêu giản. Vây cá nối tiếp xương sống hoặc gai mềm gọi là vây tia. Vây đuôi không có kết nối trực tiếp với cột sống mà được các cơ thân mình hỗ trợ hoạt động. Tim cá có hai ngăn, bơm máu đến bề mặt hô hấp của mang và khắp cơ thể theo hệ tuần hoàn. Mắt được điều chỉnh để thích nghi với hoạt động nhìn dưới nước nhưng có tầm nhìn hạn chế. Cá chỉ có tai trong, không có tai ngoài hoặc tai giữa. Các rung động với tần số thấp được tiếp nhận bởi một hệ thống cơ quan cảm giác chạy dọc theo phía bên cơ thể, giúp cơ thể phản ứng lại các chuyển động gần đó và sự thay đổi áp lực nước.
Cá mập và cá đuối là các loài cá cơ sở trong cây phát sinh chủng loại với nhiều đặc điểm giải phẫu nguyên thủy tương tự như các loài cá cổ đại. Bộ xương cấu tạo từ sụn. Cơ thể có xu hướng phẳng dẹt, thường có năm cặp mang và một miệng lớn ở vị trí mặt dưới của vùng đầu. Da được bao phủ bởi các vây tia hình tấm riêng biệt. Cá có lỗ huyệt, nơi đường tiết niệu và bộ phận sinh dục được bộc lộ, nhưng không có bong bóng cá. Cá sụn sản xuất một số lượng nhỏ trứng có kích thước lớn, có lòng đỏ. Một số loài có phương thức sinh sản noãn thai sinh (con non phát triển bên trong cơ thể mẹ) nhưng một số khác lại đẻ trứng.
Cá xương cho thấy các đặc điểm giải phẫu mang tính "dẫn xuất" hơn, tức là có nhiều thay đổi lớn mang tính tiến hóa từ các bộ phận trên cơ thể cá cổ đại. Chúng có bộ xương làm từ xương thật, cơ thể có xu hướng phẳng theo chiều hai bên, có năm cặp mang được bảo vệ bởi một nắp mang, miệng ở gần mũi. Da cá được bao bọc nhờ các lớp vảy xếp chồng lên nhau. Cá xương có bong bóng cá giúp cơ thể duy trì độ sâu không đổi trong cột nước, nhưng không có lỗ huyệt. Cá xương tưới ra lượng lớn trứng kích thước bé, lòng đỏ nhỏ vào cột nước.

### Giải phẫu lưỡng cư

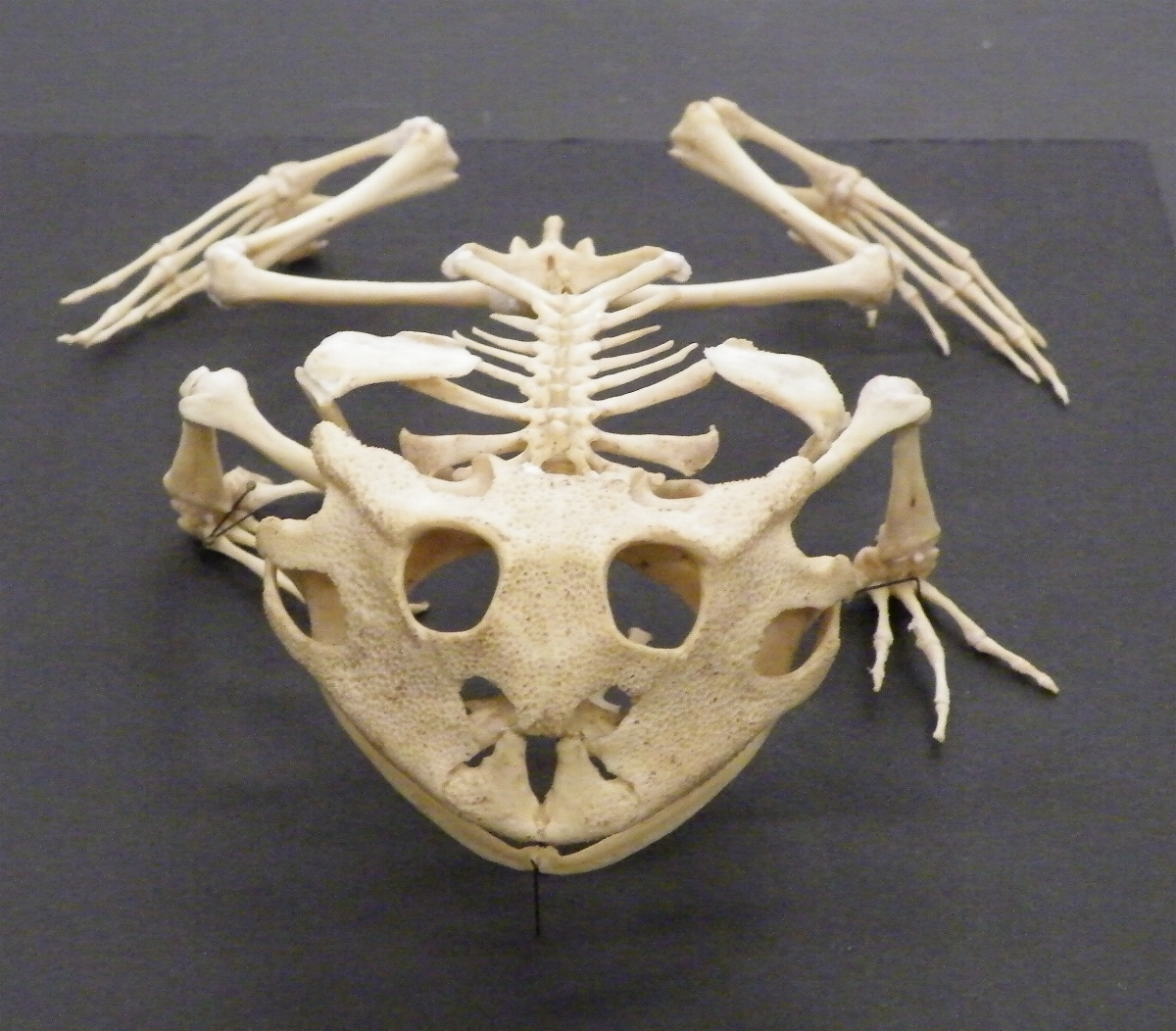
Bộ xương của ếch sừng Surinam (Ceratophrys cornuta)

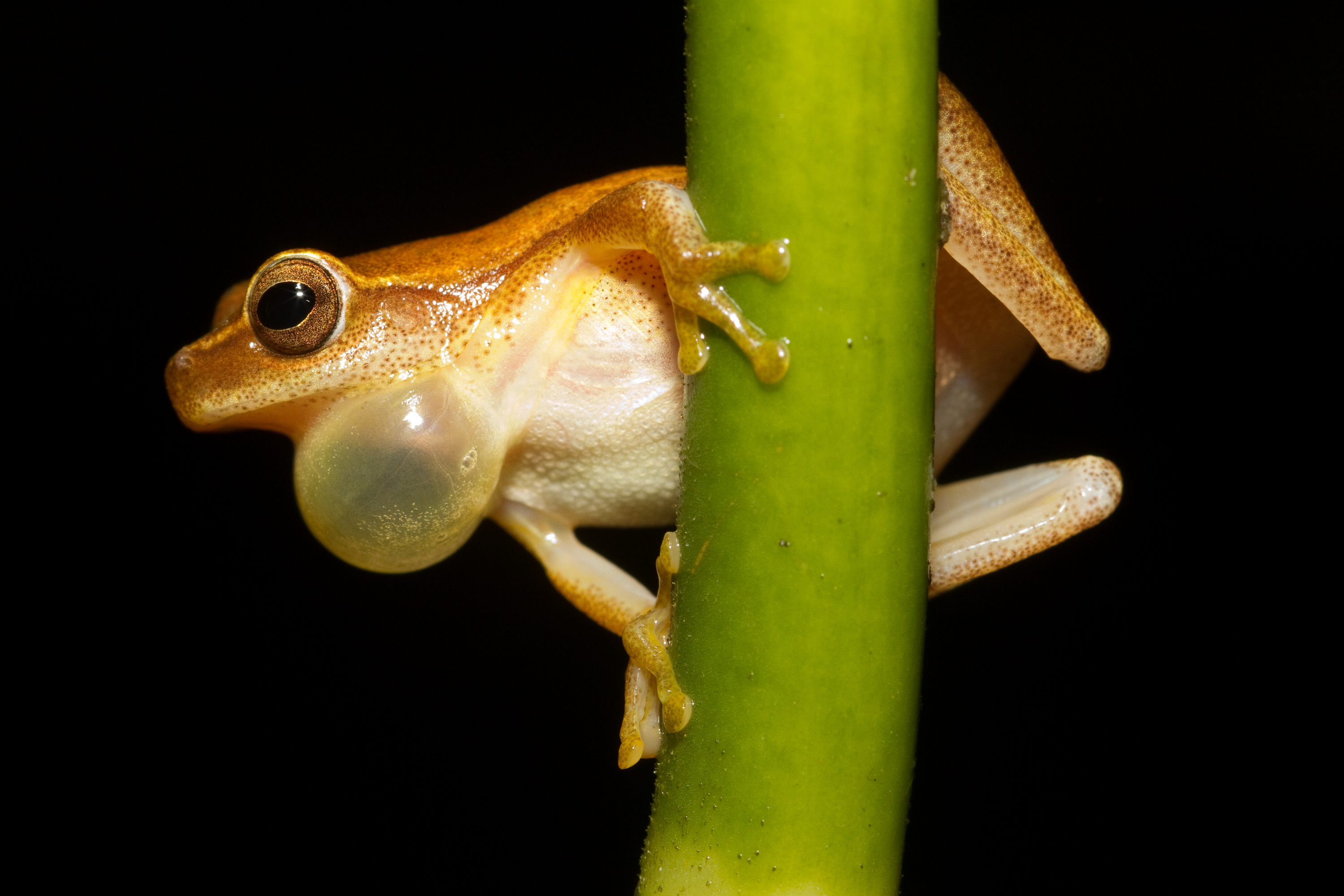
Khoang miệng phình to là đặc trưng của ếch khi hô hấp. Chúng cũng có thể dùng cơ chế hô hấp này để tạo nên những tiếng kêu lớn.

Động vật lưỡng cư là một lớp động vật bao gồm ếch, kỳ nhông và lưỡng cư không chân (caecilian). Đây là nhóm các động vật có tứ chi, nhưng các loài lưỡng cư không chân và một vài loài kỳ nhông lại không có hoặc tiêu giảm kích thước của chân. Xương chính của các loài này rỗng, nhẹ và được hóa cốt (làm chắc) hoàn toàn; các đốt sống của chúng được lồng ghép với nhau và có các mối nối đốt sống. Xương sườn của động vật lưỡng cư thường ngắn và có thể được hợp nhất với đốt sống. Hộp sọ của những loài này thì thường rộng và ngắn, và thường không được làm cứng hoàn toàn. Da của chúng chứa ít keratin và không có vảy, nhưng lại chứa nhiều tuyến nhầy và ở một số loài là các tuyến chất độc. Tim của động vật lưỡng cư có ba ngăn, hai tâm nhĩ và một tâm thất. Chúng cũng có bàng quang và chất thải chứa nitơ được bài tiết chủ yếu dưới dạng urê. Động vật lưỡng cư thở bằng phương pháp gọi là bơm khoang miệng: đầu tiên, nhờ sự phối hợp của các cơ, không khí sẽ được hút qua lỗ mũi vào khu vực khoang miệng, các lỗ này sau đó được đóng lại và không khí được dồn xuống phổi nhờ quá trình co của cơ cổ họng. Chính nhờ cách thở này, một số con ếch đực có thể tạo ra những tiếng kêu to rất đặc trưng, như ta hay nghe thấy vào mùa hè, bằng cách hít vào nhiều lần và không thở ra. Bên cạnh cách thở bằng phổi, lưỡng cư cũng có thể trao đổi khí qua da với điều kiện là da phải luôn được giữ ẩm.
Ở ếch, xương chậu của chúng rất khỏe và chân sau dài và mạnh hơn nhiều so với chân trước. Bàn chân chúng có bốn hoặc năm ngón và các ngón chân thường có màng để bơi hoặc có màng hút để leo trèo. Ếch có đôi mắt to và không có đuôi. Kỳ giông thì có ngoại hình khá giống với thằn lằn; chân của chúng ngắn và được bố trí lệch, bụng của các loài này thì thõng xuống gần hoặc tiếp xúc với mặt đất và chúng có một cái đuôi dài. Lưỡng cư không chân có bề ngoài trông giống như giun đất và không có chi. Chúng đào hang bằng cách co các vùng cơ dọc theo cơ thể và chúng bơi bằng cách trườn cơ thể từ bên này sang bên kia.

### Giải phẫu bò sát

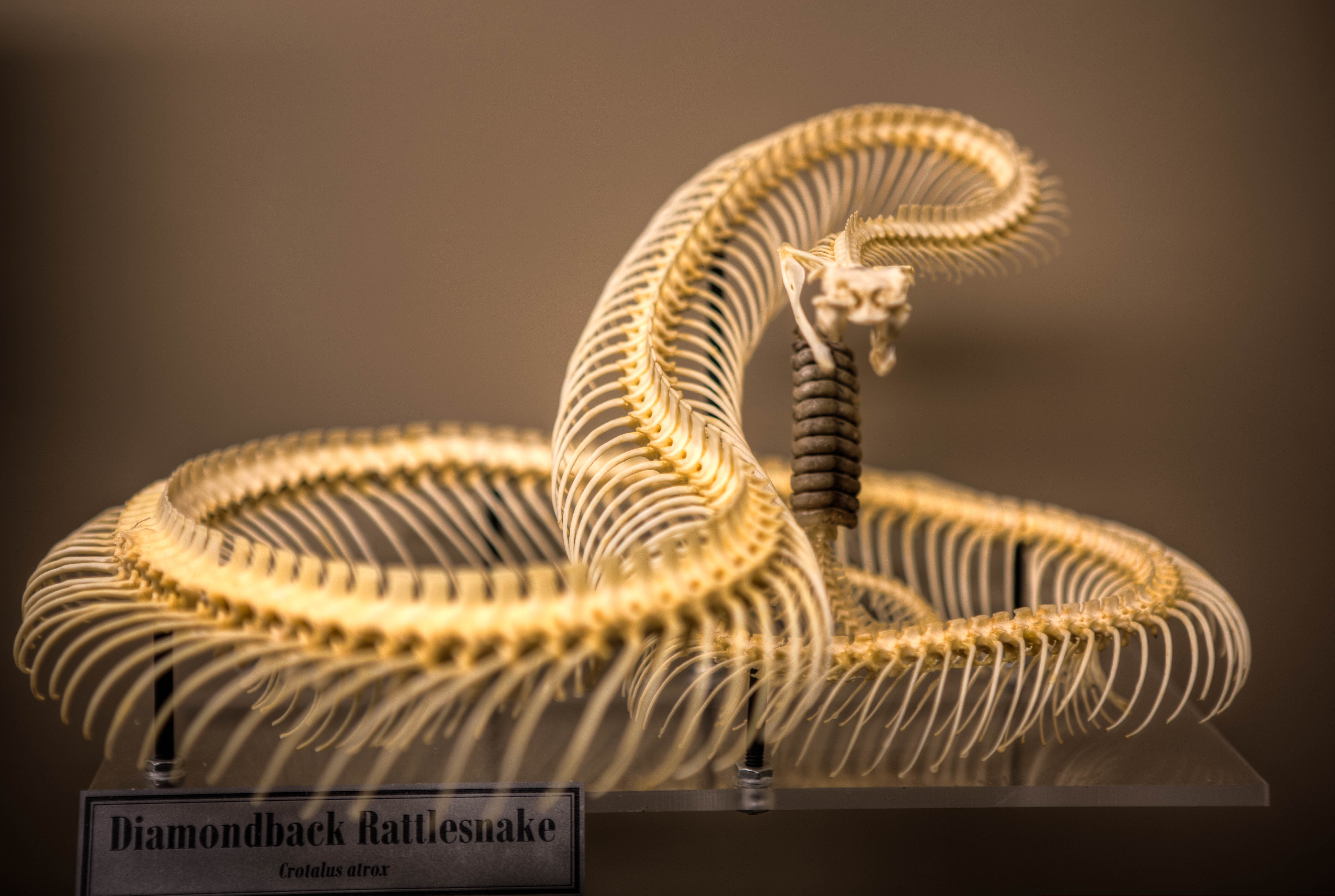
Bộ xương của một con rắn đuôi chuông lưng đốm thoi.

Động vật bò sát là một lớp động vật bao gồm rùa, sphenodon, thằn lằn, rắn và cá sấu. Nhóm các loài này có bốn chân, nhưng rắn và một vài loài thằn lằn lại không có hoặc đã tiêu giảm kích thích chi đi rất nhiều. Xương của chúng được hóa cốt tốt hơn và xương của chúng cũng khỏe hơn xương của động vật lưỡng cư. Răng những loài này có hình nón và kích thước nhìn chung là khá đồng nhất. Các tế bào bề mặt của lớp biểu bì được biến đổi thành vảy sừng, tạo nên một lớp chống thấm cho cơ thể. Bò sát không thể sử dụng da để hô hấp như động vật lưỡng cư, bù lại, chúng có hệ hô hấp hiệu quả hơn để hút không khí vào phổi bằng cách mở rộng thành ngực. Tim của bò sát khá giống với lưỡng cư nhưng có thêm một vách ngăn giúp phân tách dòng máu giàu oxy và máu nghèo oxy hiệu quả hơn. Hệ thống sinh sản đã phát triển theo hướng thụ tinh trong, cơ quan sinh sản cũng có mặt ở hầu hết các loài. Trứng của chúng được bao quanh bởi một lớp màng ối giúp giữ ẩm. Bò sát thường đẻ trứng trên đất liền, một số loài thì sinh sản theo hình thức noãn thai sinh (tức là trứng đã nở thành thai trước khi đẻ). Các loài này có bàng quang nhỏ và dạng chất thải nitơ được bài tiết là axit uric.

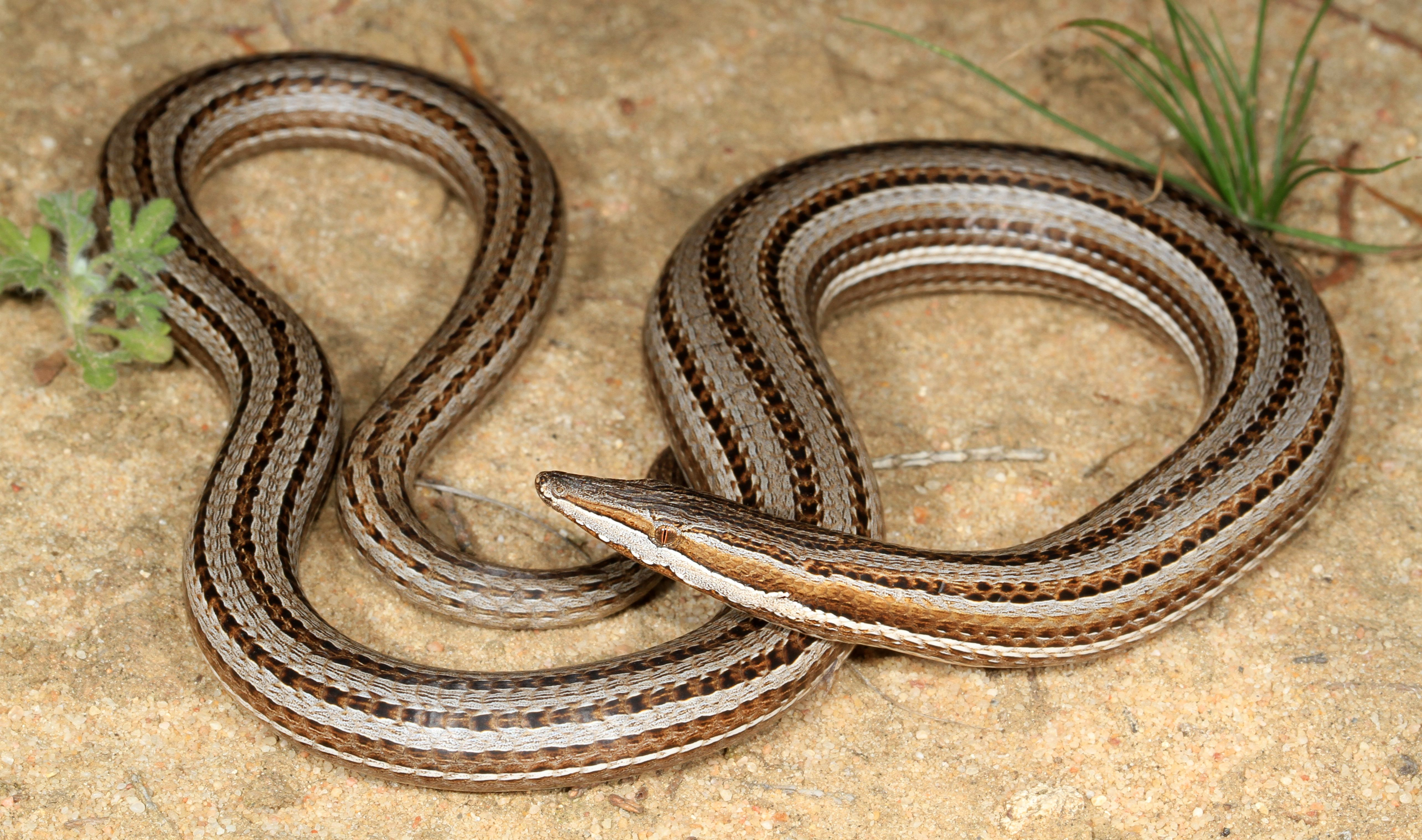
Một con thằn lằn Burton. Những loài thằn lằn không chân rất dễ nhầm với rắn nếu chỉ nhìn vào ngoại hình thông thường.

Rùa là nhóm loài nổi bật với bộ "áo giáp" bảo vệ của mình. Cơ thể rùa được bọc bởi một lớp mai sừng ở trên và một tấm giáp phía dưới, cả hai đều cứng và không linh hoạt. Những phiến bảo vệ này được hình thành từ các tấm xương gắn với lớp hạ bì, được bao phủ bởi các lớp sừng và được hợp nhất một phần với xương sườn và cột sống. Cổ của rùa khá dài và linh hoạt, đầu và chân của chúng đều có thể rụt lại vào trong vỏ. Rùa là loài ăn thực vật, cấu trúc răng bò sát điển hình đã được thay bằng những phiến sắc nhọn, gồ ghề. Ở các loài rùa sống dưới nước, chân trước đã được biến đổi thành chân chèo.
Sphenodon có ngoại hình trông giống như thằn lằn nhưng tổ tiên của hai chi này tách ra từ kỷ Tam Điệp. Sphenodon puncatus là loài duy nhất thuộc chi này tồn tại. Hộp sọ của chúng có hai lỗ mở (fenestrae) nằm ở hai bên đầu và hàm gắn chặt vào hộp sọ. Khi nhai, một hàng răng ở hàm dưới khớp với hai hàng răng ở hàm trên. Răng chỉ đơn thuần cấu tạo từ xương xuyên qua hàm, có thể bị mài mòn. So với các loài bò sát khác, não và tim của chúng kém tiến hóa hơn và phổi có một buồng duy nhất, không có phế quản. Sphenodon có một mắt giữa nằm trên trán, rất phát triển.

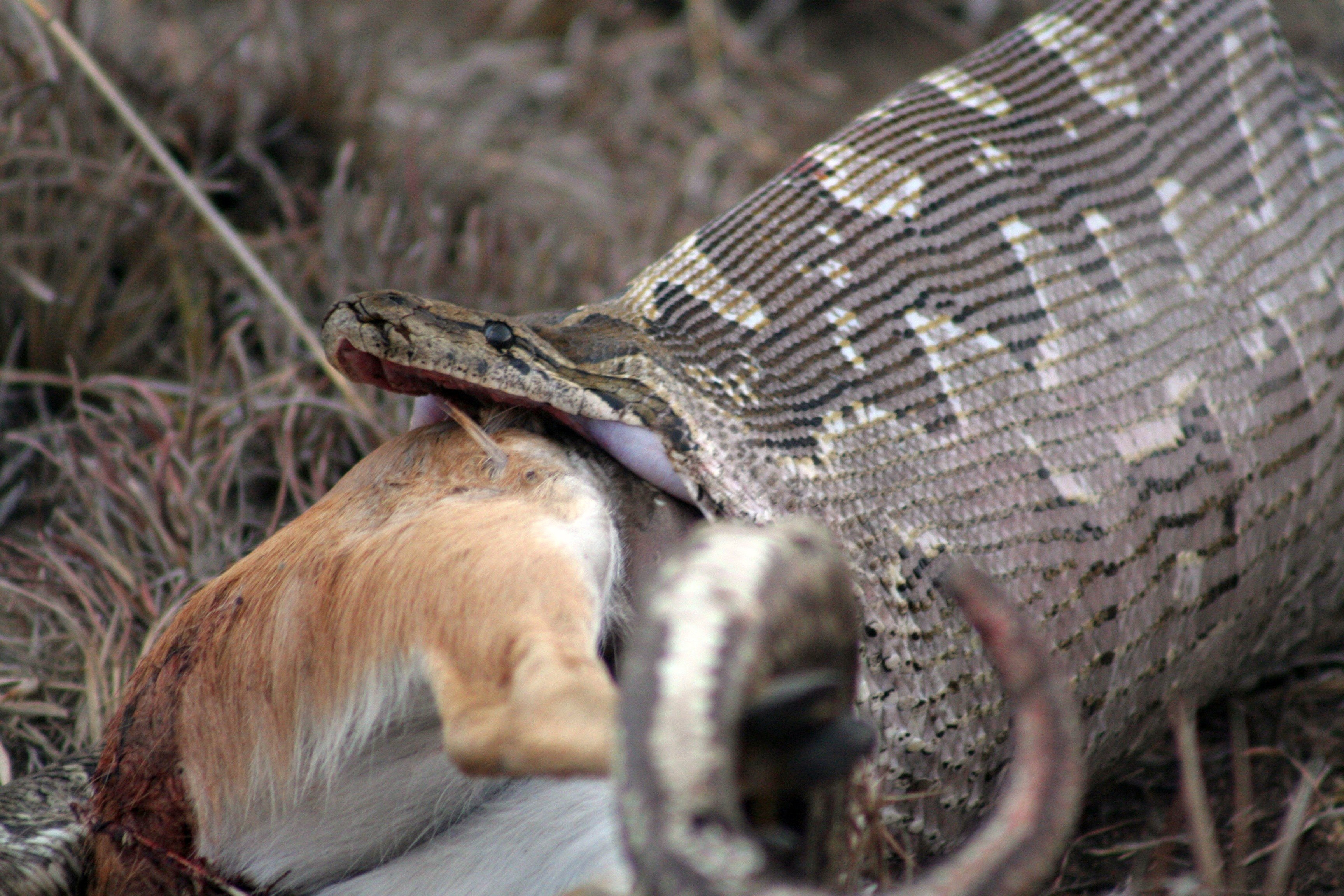
Trong ảnh là một con trăn đá châu Phi đang nuốt một con linh dương. Nhờ vào cấu trúc xương và cơ hàm đặc biệt, miệng của một số loài rắn có thể mở rộng một cách rất đáng kinh ngạc.

Thằn lằn có hộp sọ với chỉ một cửa sổ ở mỗi bên, thanh xương bên dưới của cửa sổ thứ hai đã bị tiêu biến. Điều này làm cho hàm của chúng linh hoạt hơn và cũng cho phép thằn lằn mở miệng rộng hơn. Thằn lằn chủ yếu di chuyển theo kiểu bốn chân: thân mình của chúng được giữ trên mặt đất bằng những chiếc chân ngắn, hướng ra ngoài. Tuy nhiên cũng có một số loài thằn lằn không có chi và trông giống như rắn. Thằn lằn sở hữu mí mắt linh hoạt, có xuất hiện màng nhĩ và một số loài có mắt giữa.
Rắn có họ hàng gần gũi với thằn lằn, hai nhánh này đã tách ra từ cùng dòng tổ tiên chung từ kỷ Phấn trắng, và vì vậy nên chúng có chung nhiều đặc điểm giống nhau. Bộ xương chúng được cấu thành từ một hộp sọ, xương móng, cột sống và xương sườn, một số loài còn giữ lại vết tích của xương chậu và các chi phía sau dưới dạng "móng" xương chậu. Thanh xương bên dưới cửa sổ thứ hai cũng đã bị tiêu biến, điều này làm cho hàm rắn có độ linh hoạt cực cao và cho phép chúng nuốt trọn con mồi. Rắn không có mí mắt cử động được, thay vào đó, mắt của chúng được phủ bởi lớp vảy trong suốt, như một chiếc "kính mắt" vậy. Rắn không có màng nhĩ nhưng có thể phát hiện những rung động mặt đất qua xương sọ. Khá đặc biệt, lưỡi của rắn được sử dụng với vai trò cơ quan để "nếm" và "đánh hơi" (và chính vì vậy mà rắn thường thè lưỡi vào không khí). Một số loài còn có các lỗ cảm quan trên đầu cho phép chúng định vị nhiệt phát ra từ những con mồi máu nóng.
Cá sấu là một loài bò sát lớn, sống ở dưới nước trũng, có mõm dài và một số lượng lớn răng. Đầu và thân của chúng khá dẹt theo mặt lưng-bụng và đuôi được nén ngang. Chúng sẽ quẫy đuôi từ bên này sang bên kia để tạo lực đẩy khi bơi. Các vảy cứng, được sừng hóa, tạo thành một lớp áo giáp bảo vệ cơ thể, một số vảy cũng được hợp nhất với hộp sọ. Lỗ mũi, mắt và tai được nâng lên phía trên cái đầu dẹt của chúng, cho phép những cơ quan này ở trên mặt nước khi cá sấu nổi. Các van sẽ bít kín lỗ mũi và tai khi chúng lặn xuống nước. Không giống như các loài bò sát khác, cá sấu có tim với bốn ngăn, khiến cho máu giàu oxy và máu nghèo oxy được tách biệt và không bị trộn lẫn.

### Giải phẫu chim

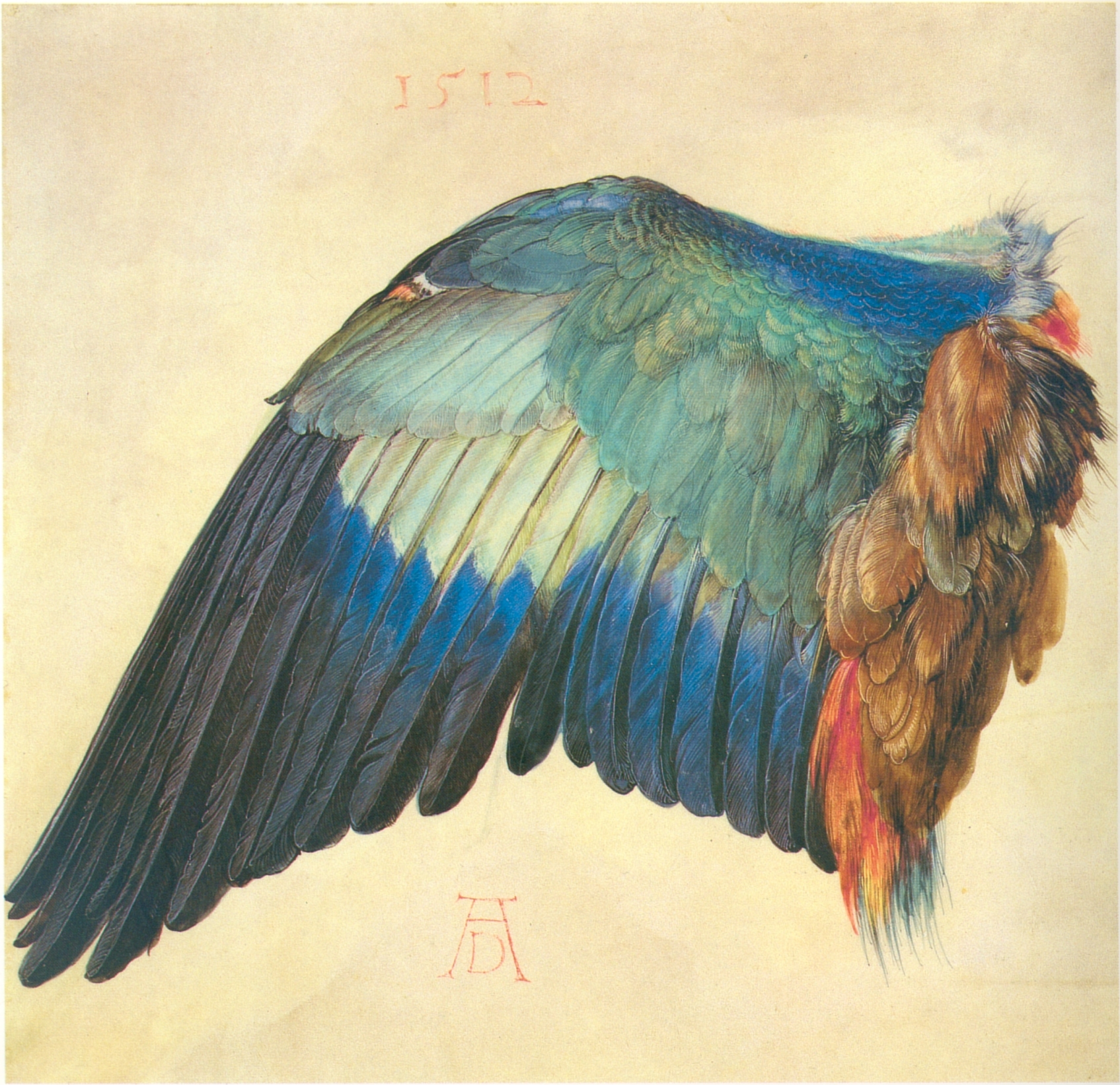
Một phần của cánh chim, vẽ bởi Albrecht Dürer, 1500–1512

Chim là động vật bốn chi, chi sau sử dụng để đi hoặc nhảy, chi trước là đôi cánh phủ đầy lông, thích nghi cho hoạt động bay. Chim là loài hằng nhiệt, có tốc độ chuyển hóa cơ bản cao, hệ xương nhẹ và hệ cơ mạnh mẽ. Xương dài mỏng, rỗng và rất nhẹ. Túi khí mở rộng từ phổi lan tới vùng trung tâm một số xương. Xương ức rộng và thường có cựa và các đốt sống cùng hợp nhất. Chim không có răng. Hàm hẹp, tiến hóa thành mỏ có chất sừng. Đôi mắt tương đối lớn, đặc biệt là ở các loài sống về đêm như cú.
Lớp biểu bì phát triển thành lông vũ. Lông bay lớn mọc trên cánh và đuôi. Lông viền bao phủ bề mặt cơ thể chim. Lông mịn xuất hiện trên chim non và dưới lông vũ của chim di chuyển nước. Tuyến da duy nhất của chim là tuyến phao câu, tiết ra chất nhờn giúp lông không thấm nước khi chim rỉa lông. Chân có vảy, bàn chân và móng vuốt có ở trên đầu các ngón chân.

### Giải phẫu thú

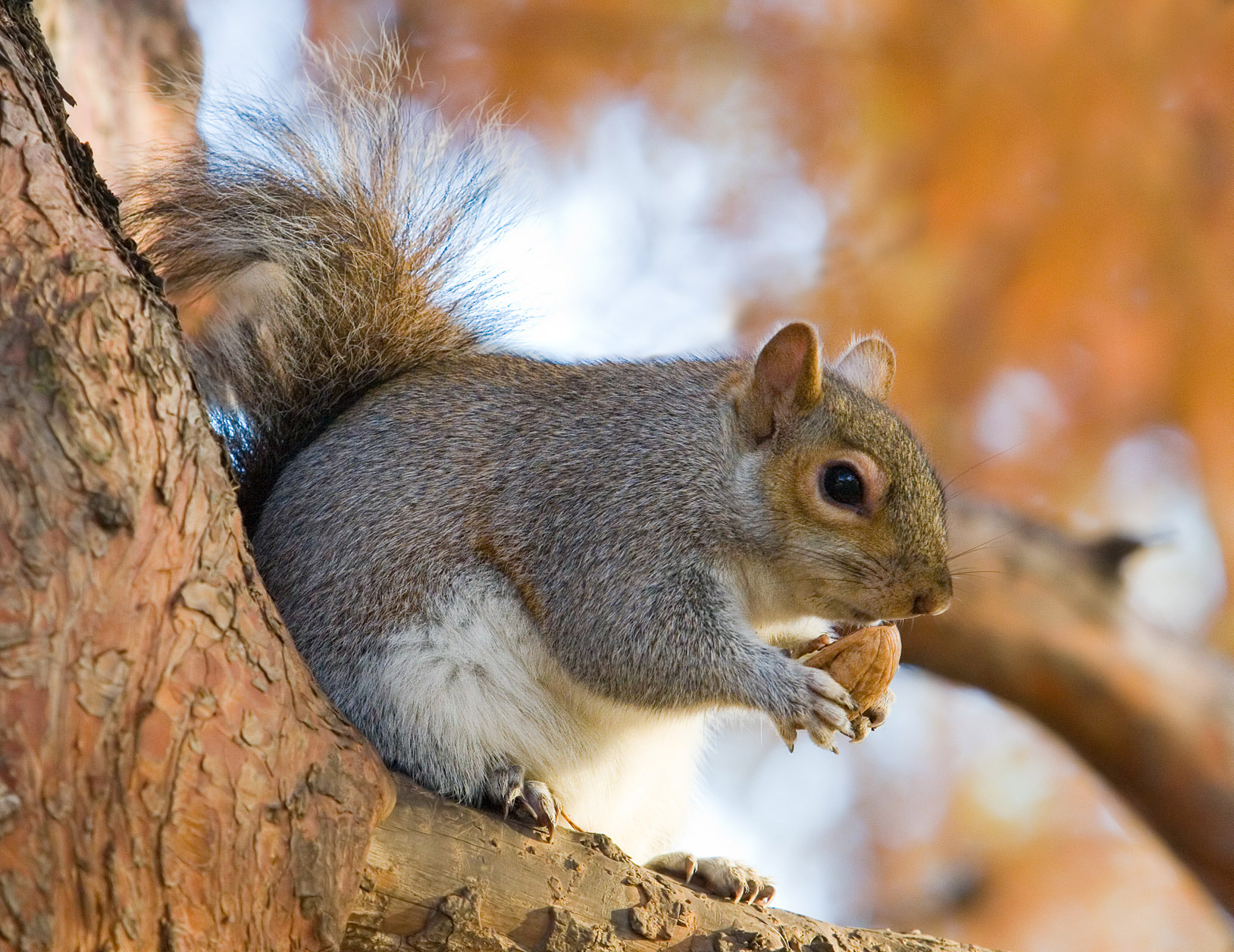
Đặc điểm giải phẫu động vật có vú là sự xuất hiện của tuyến vú, và hệ thống giác quan rất phát triển.

Thú có vú là lớp động vật có xương sống đa dạng về loài. Các loài sống chủ yếu trên cạn, một số loài sống dưới nước, một số loài tiến hóa để bay lượn. Thú có bốn chi, một số loài sống dưới nước không có chi hoặc chi tiến hóa thành vây, chi trước loài dơi biến đổi thành cánh. Chân của hầu hết các động vật có vú ở dưới thân mình, giúp đứng vững trên mặt đất. Xương của động vật có vú hóa sừng và răng được phủ bởi một lớp men răng. Răng bị rụng một lần (răng sữa) trong suốt cuộc đời của động vật, tuy vậy, loài thuộc bộ Cá voi không thay răng. Thú có vú có ba xương nhỏ trong tai giữa và ốc tai trong tai trong. Da thú có các tuyến mồ hôi. Tại một số vị trí trên cơ thể, tuyến này được chuyên biệt hóa, ví dụ như tuyến vú, nơi sản xuất sữa nuôi con non. Thú có vú thở bằng phổi, được cơ hoành ngăn cách ngực với bụng hỗ trợ hít không khí vào phổi. Tim thú có bốn ngăn, máu giàu oxi và máu nghèo oxi được ngăn cách riêng biệt. Chất thải rắn được bài tiết chủ yếu dưới dạng phân urê.
Thú có vú là động vật có màng ối, và hầu hết đều có phương thức sinh sản thai sinh. Riêng thú mỏ vịt và họ Tachyglossidae thì đẻ trứng. Hầu hết các động vật có vú đều có nhau thai, giúp thai nhi lấy dinh dưỡng từ cơ thể mẹ. Ngoại trừ thú có túi, giai đoạn bào thai thú có túi quá ngắn, con sinh ra tự tìm đến túi của mẹ, bám vào núm vú, lấy chất dinh dưỡng để hoàn thành sự phát triển.

#### Giải phẫu người

Một ví dụ về phương pháp giải phẫu hiện tại: sử dụng phương pháp chụp cộng hưởng tử hạt nhân (MRI scan) để khảo sát lắt cát mặt phẳng đứng dọc qua đầu người

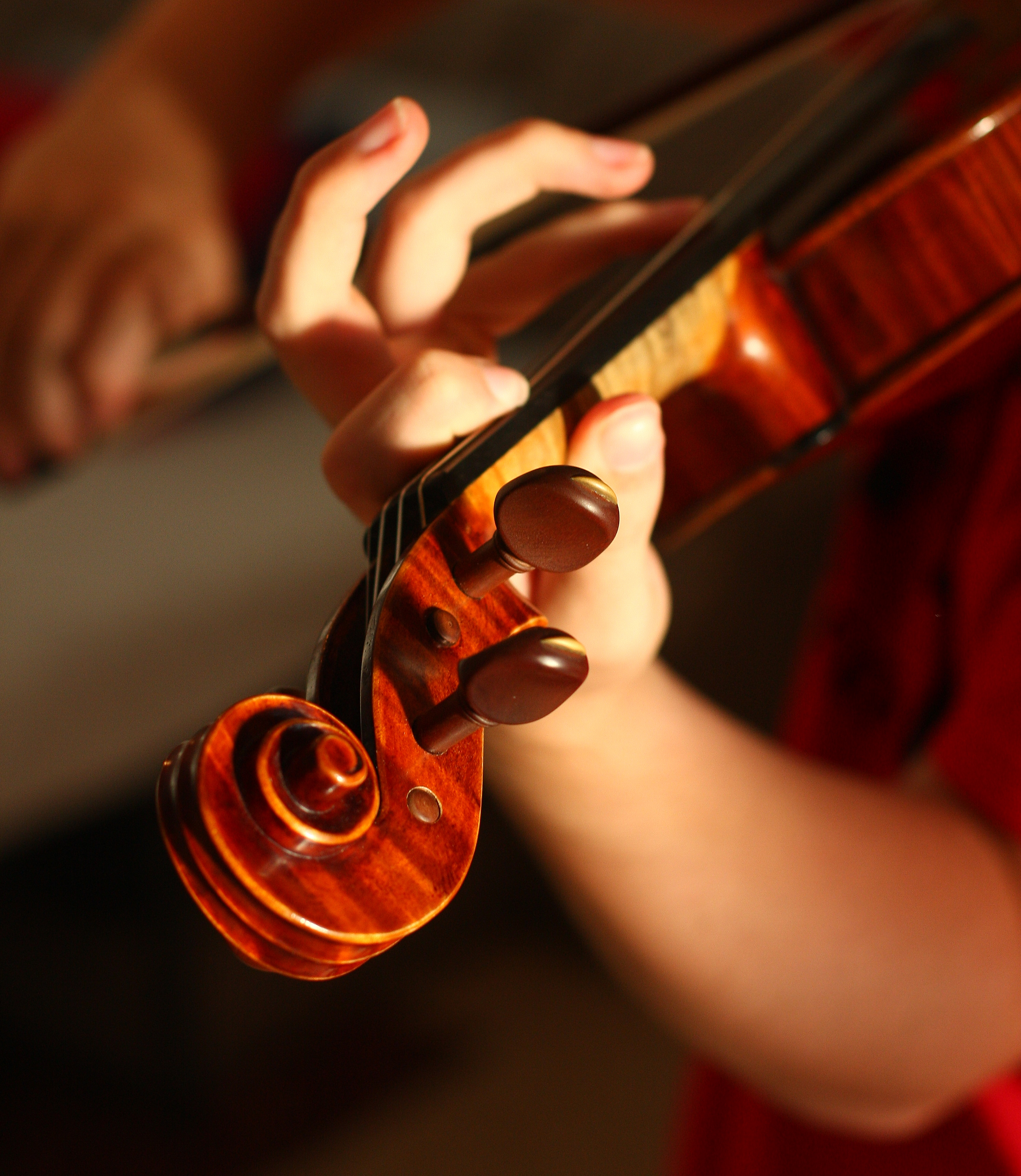
Nhờ có kích thước bộ não lớn, con người có thể thực hiện được các thao tác tay phức tạp

Cơ thể người tương tự các động vật có vú khác. Người có đầu, cổ, thân (bao gồm ngực và bụng), hai tay và hai chân.
Nhìn chung, các sinh viên học các ngành liên quan đến sinh học, y học, trị liệu đều phải học giải phẫu học đại thể và giải phẫu học vi thể (mô học). Các tài liệu để học môn giải phẫu bao gồm mô hình, xương, sách giáo khoa, thiết đồ, hình ảnh, bài giảng, atlas giải phẫu. Sinh viên tự học dưới sự hướng dẫn của giảng viên. Sinh viên y khoa nói chung cũng được thực tập giải phẫu qua việc tự mình phẫu tích (hoặc quan sát giảng viên thực hiện) và lượng giá kiến thức trên thi thể người hiến tặng. Nghiên cứu về giải phẫu học vi thể (mô học) cần được thực tập trên các chế phẩm mô học (các lát cắt mô) quan sát dưới kính hiển vi.
Giải phẫu người, y sinh học di truyền, sinh lý học và hóa sinh y học là những môn khoa học y tế cơ bản, thường được dạy cho sinh viên y khoa trong năm đầu tiên tại trường y của các quốc gia trên thế giới. Tại Việt Nam, giải phẫu người, y sinh học di truyền được học trong năm thứ nhất, còn sinh lý học và hóa sinh y học được học trong năm thứ hai. Đây là 4 môn cơ sở ngành, được lựa chọn để thi tuyển bác sĩ nội trú, đào tạo sau đại học.
Giải phẫu người được dạy theo định khu hoặc hệ thống; tức là thao tác nghiên cứu giải phẫu theo từng vùng khu trú, hoặc nghiên cứu dọc theo một hệ thống các cơ quan cụ thể, chẳng hạn như hệ thần kinh hoặc hệ hô hấp. Một trong những quyển sách giáo khoa giải phẫu nổi tiếng nhất trên thế giới là quyển Gray's Anatomy (Giải phẫu Gray), đã được sắp xếp lại từ cách trình bày theo giải phẫu hệ thống sang cách trình bày theo giải phẫu khu vực, phù hợp với phương pháp giảng dạy hiện đại. Các bác sĩ, đặc biệt là phẫu thuật viên và bác sĩ làm việc trong một số chuyên khoa chẩn đoán, như mô bệnh học và X quang đều phải nắm rất vững về kiến thức môn giải phẫu học.
Các nhà giải phẫu học được trường y hoặc bệnh viện giảng dạy tuyển dụng. Họ vừa tham gia giảng dạy giải phẫu cho sinh viên và học viên, vừa đi sâu nghiên cứu một số hệ thống, cơ quan, mô hoặc tế bào nhất định.

## Giải phẫu động vật không xương sống

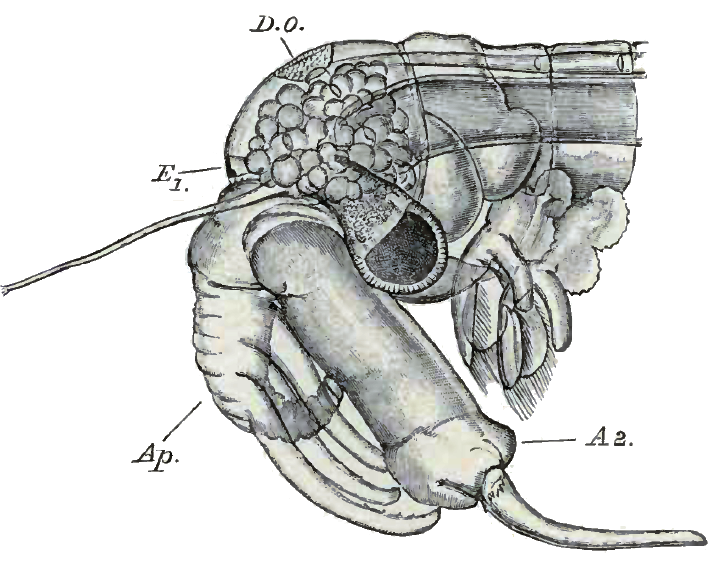
Đầu của con Daphnia, một động vật giáp xác phù du

Động vật không xương sống là các sinh vật từ sinh vật nhân đơn bào đơn giản nhất như trùng đế giày đến các động vật đa bào phức tạp như bạch tuộc, tôm hùm và chuồn chuồn. Động vật không xương sống chiếm khoảng 95% tổng số các loài động vật. Các tế bào động vật nguyên sinh đơn bào có cấu trúc cơ bản giống như tế bào của động vật đa bào, nhưng một số bào quan được chuyên biệt. Động vật nguyên sinh di chuyển bằng roi hoặc tiên mao hoặc di chuyển thông qua sự hình thành giả túc (tay giả), lấy thức ăn bằng hình thức thực bào. Năng lượng cũng có thể được cung cấp nhờ quang hợp và tế bào được hỗ trợ bởi bộ xương trong hoặc bộ xương ngoài. Một số động vật nguyên sinh có thể hình thành tập đoàn.
Động vật đa bào là cá thể có tế bào phân hóa, giữ các chức năng chuyên biệt. Các loại mô của động vật đa bào cơ bản nhất là biểu mô và mô liên kết, cả hai đều có mặt trong hầu hết các động vật không xương sống. Bề mặt ngoài của lớp biểu bì hình thành từ các tế bào biểu mô và tiết ra một cấu trúc nền ngoại bào bảo vệ sinh vật. Bộ xương trong có nguồn gốc từ trung bì, có mặt trong ngành Da gai, Thân lỗ và một số Chân đầu. Bộ xương ngoài có nguồn gốc từ lớp ngoại bì, chứa kitin, xuất hiện ở Chân khớp (côn trùng, nhện, ve, tôm, cua). Calci cacbonat tạo thành vỏ của Thân mềm, Tay cuộn và một số họ Giun nhiều tơ; Silic dioxide tạo thành bộ xương ngoài của tảo silic và trùng tia. Nhiều động vật không xương sống khác không có cấu trúc cứng nhưng lớp biểu bì tiết ra nhiều chất phủ bề mặt như tế bào dạng kim (pinacoderm, biểu bì bọt biển), lớp biểu bì gelatin của ngành Thích ty bào (polyp, hải quỳ, sứa) và lớp biểu bì collagen của ngành Giun đốt. Lớp biểu mô bên ngoài của một số loài có thể là tế bào cảm giác, tế bào tuyến và tế bào châm (cnydocyte), cũng có thể có các phần nhô ra như vi nhung mao, mao, tơ cứng, lông gai và mấu.

### Giải phẫu chân khớp

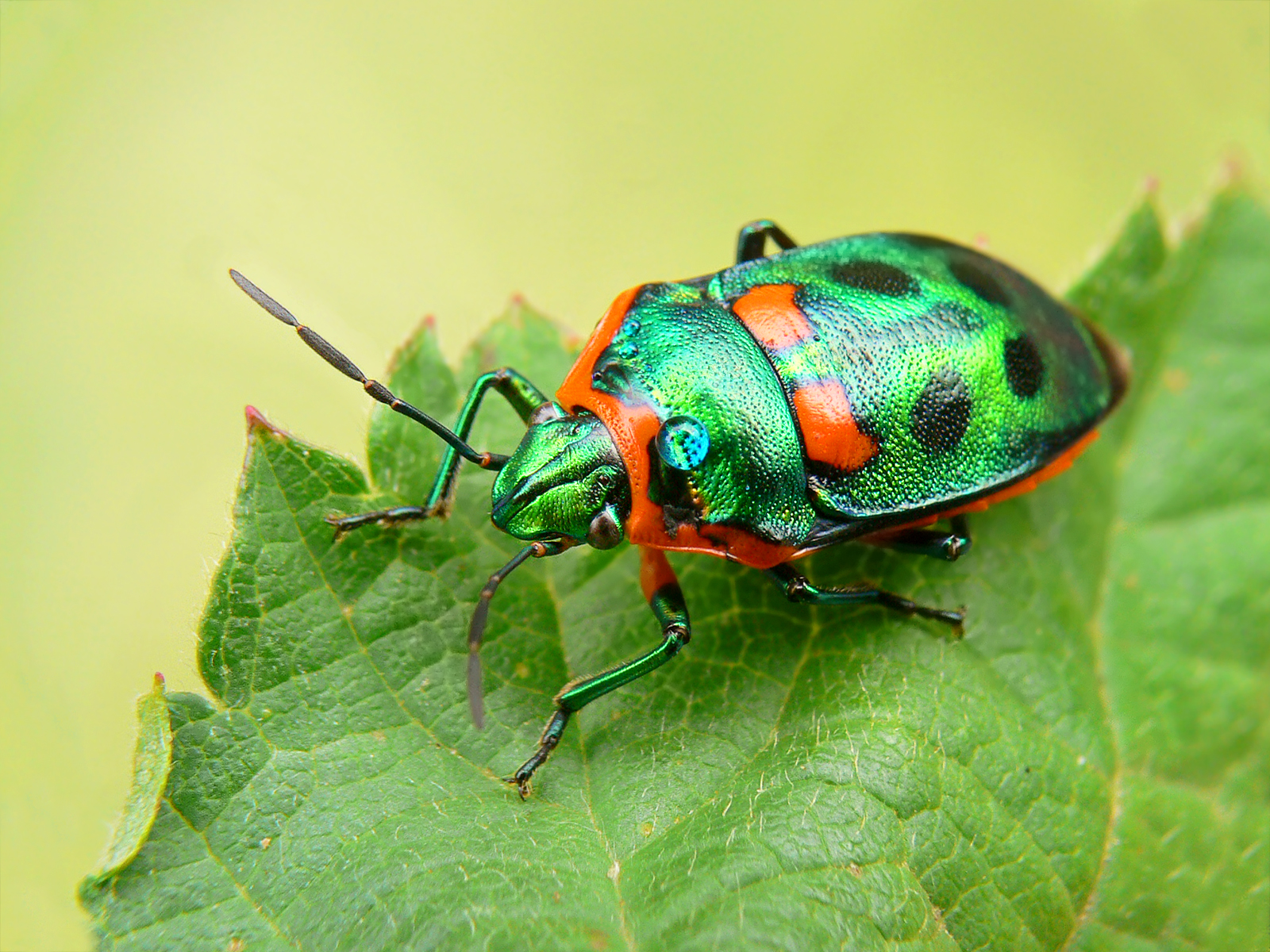
Động vật chân khớp bao gồm côn trùng, hình nhện và giáp xác. Đây là ngành lớn nhất trong giới động vật. Đặc điểm giải phẫu nổi bật là vỏ cứng và phân đốt.

Động vật Chân khớp là ngành lớn nhất trong giới động vật với hơn một triệu loài động vật không xương sống được biết đến.
Cơ thể của côn trùng phân đốt, bên ngoài được bảo vệ bởi lớp vỏ cứng (bộ xương ngoài), có thành phần chủ yếu là kitin. Cơ thể được chia thành ba phần riêng biệt: đầu, ngực và bụng. Đầu thường có hai chiếc râu, một đôi mắt kép, một đến ba mắt đơn và miệng. Ngực có ba cặp chân, mỗi cặp phân đốt tạo nên ngực và một (hoặc hai) đôi cánh. Phần bụng có tới mười một phân đốt, chứa hệ tiêu hóa, hệ hô hấp, hệ bài tiết và hệ sinh dục. Có sự khác biệt đáng kể trên các bộ phận cơ thể, đặc biệt là cánh, chân, râu và miệng giữa các loài, nguyên nhân là do sự thích nghi với môi trường.
Nhện thuộc lớp Hình nhện, có bốn cặp chân; cơ thể được chia làm hai phân đốt: phần đầu ngực và phần bụng. Nhện không có cánh và râu. Miệng của nhện có dạng giống răng nanh (chelicerae) nối tiếp với tuyến nọc độc (hầu hết các loài nhện đều có nọc độc). Chúng có một cặp miệng trông giống như "chiếc kìm" (pedipalp) gắn liền với phần đầu ngực. "Chiếc kìm" này còn nằm trên các phân đoạn ở chân, có chức năng tương tự như các cơ quan nhận biết mùi vị của động vật khác. Ở nhện đực, cuối mỗi "chiếc kìm" là một chiếc ria sờ (cymbium) hình thìa có chức năng hỗ trợ cơ quan điều phối.

## Các ngành của giải phẫu
Giải phẫu học phát triển theo nhiều hướng và phân hóa thành nhiều ngành khác nhau:
| Cách phân chia                       | Các ngành                                   | Nội dung | Nội dung | Các ngành nhỏ hơn |
| ------------------------------------ | ------------------------------------------- | --- | --- | --- |
| Theo phương pháp và mức độ quan sát  | - Giải phẫu học đại thể (giải phẫu thường)  | Quan sát bằng mắt thường và nghiên cứu trên cơ thể bình thường | Quan sát bằng mắt thường và nghiên cứu trên cơ thể bình thường | |
| Theo phương pháp và mức độ quan sát  | - Giải phẫu vi thể                          | Cắt nhỏ các cấu trúc để quan sát ở mức độ vi thể, dưới kính hiển vi quang học | Cắt nhỏ các cấu trúc để quan sát ở mức độ vi thể, dưới kính hiển vi quang học | - Mô học |
| Theo phương pháp và mức độ quan sát  | - Giải phẫu siêu vi thể - Giải phẫu phân tử | Quan sát bằng kính hiển vi điện tử ở mức độ vô cùng nhỏ, cho phép phân tích tới mức 1 đến 2 Å, để nghiên cứu các thành phần cấu tạo ở trong tế bào và các cấu trúc phân tử của chúng | Quan sát bằng kính hiển vi điện tử ở mức độ vô cùng nhỏ, cho phép phân tích tới mức 1 đến 2 Å, để nghiên cứu các thành phần cấu tạo ở trong tế bào và các cấu trúc phân tử của chúng | - Tế bào học - Di truyền học |
| Theo phương pháp và mức độ quan sát  | - Giải phẫu lâm sàng (hình ảnh y học)       | Không bộc lộ hoàn toàn hình thái cấu trúc của cơ thể bằng phẫu tích, mà chỉ phản ánh một phần hình cắt của các cấu trúc cơ thể trên một (nhiều) mặt phẳng | Phát hiện bằng soi hoặc chụp tia X | - Giải phẫu X quang |
| Theo phương pháp và mức độ quan sát  | - Giải phẫu lâm sàng (hình ảnh y học)       | Không bộc lộ hoàn toàn hình thái cấu trúc của cơ thể bằng phẫu tích, mà chỉ phản ánh một phần hình cắt của các cấu trúc cơ thể trên một (nhiều) mặt phẳng | Phát hiện bằng chụp đồng vị phóng xạ | - Giải phẫu nhấp nháy đồ |
| Theo phương pháp và mức độ quan sát  | - Giải phẫu lâm sàng (hình ảnh y học)       | Không bộc lộ hoàn toàn hình thái cấu trúc của cơ thể bằng phẫu tích, mà chỉ phản ánh một phần hình cắt của các cấu trúc cơ thể trên một (nhiều) mặt phẳng | Quan sát bằng cách đưa ống soi vào các khoang ổ, hay cơ quan rỗng bên trong cơ thể | - Giải phẫu nội soi |
| Theo phương pháp và mức độ quan sát  | - Giải phẫu lâm sàng (hình ảnh y học)       | Không bộc lộ hoàn toàn hình thái cấu trúc của cơ thể bằng phẫu tích, mà chỉ phản ánh một phần hình cắt của các cấu trúc cơ thể trên một (nhiều) mặt phẳng | Phản ánh các hình ảnh phản xạ sóng siêu âm qua các cấu trúc khác nhau của cơ thể | - Siêu âm |
| Theo phương pháp và mức độ quan sát  | - Giải phẫu lâm sàng (hình ảnh y học)       | Không bộc lộ hoàn toàn hình thái cấu trúc của cơ thể bằng phẫu tích, mà chỉ phản ánh một phần hình cắt của các cấu trúc cơ thể trên một (nhiều) mặt phẳng | Thể hiện các hình cắt lớp khác nhau cử các phần cơ thể, định vị bằng vi tính | - Giải phẫu X quang cắt lớp vi tính |
| Theo phương pháp và mức độ quan sát  | - Giải phẫu lâm sàng (hình ảnh y học)       | Không bộc lộ hoàn toàn hình thái cấu trúc của cơ thể bằng phẫu tích, mà chỉ phản ánh một phần hình cắt của các cấu trúc cơ thể trên một (nhiều) mặt phẳng | Cho những hình cắt lớp rõ nét của các phần cơ thể khác nhau, bằng một phương pháp vật lý hiện đại hơn | - Giải phẫu các hình ảnh cộng hưởng từ hạt nhân (MRI) |
| Theo đối tượng và phạm vi nghiên cứu | - Giải phẫu thực vật - Giải phẫu động vật   | Nghiên cứu về hình thái, cấu tạo và tổ chức của các hệ thống sống. Giải phẫu động vật phục vụ cho việc chữa bệnh cho súc vật, gần với giải phẫu y học, nhằm phục vụ chữa bệnh cho con người | Nghiên cứu về hình thái, cấu tạo và tổ chức của các hệ thống sống. Giải phẫu động vật phục vụ cho việc chữa bệnh cho súc vật, gần với giải phẫu y học, nhằm phục vụ chữa bệnh cho con người | |
| Theo đối tượng và phạm vi nghiên cứu | - Giải phẫu thường - Giải phẫu bệnh         | Nghiên cứu cấu trúc của cơ thể lúc lành, lúc bệnh | Nghiên cứu cấu trúc của cơ thể lúc lành, lúc bệnh | |
| Theo đối tượng và phạm vi nghiên cứu | - Giải phẫu phát triển cá thể               | Nghiên cứu sự biến đổi theo các giai đoạn phát triển khác nhau của đời sống | Nghiên cứu sự phát triển của phôi từ trong bụng mẹ đến khi ra đời | - Phôi thai học |
| Theo đối tượng và phạm vi nghiên cứu | - Giải phẫu phát triển cá thể               | Nghiên cứu sự biến đổi theo các giai đoạn phát triển khác nhau của đời sống | Nghiên cứu sự phát triển của cơ thể theo từng giai đoạn sau khi ra đời | - Giải phẫu học trẻ em - Giải phẫu học người lớn - Giải phẫu học người già |
| Theo đối tượng và phạm vi nghiên cứu | - Phát triển và phát sinh chủng loại        | Nghiên cứu so sánh giải phẫu của các loài động vật khác nhau để tìm ra quy luật phát triển và tiến hóa của giới động vật và từ động vật đến người | Nghiên cứu so sánh giải phẫu của các loài động vật khác nhau để tìm ra quy luật phát triển và tiến hóa của giới động vật và từ động vật đến người | - Giải phẫu so sánh (giải phẫu tiến hóa) |
| Theo mục đích                        | - Giải phẫu y học                           | Hội tụ nhiều phân môn giải phẫu người khác nhau: giải phẫu thường, mô học, tế bào học, phôi thai học, giải phẫu bệnh, giải phẫu X quang, giải phẫu siêu âm, giải phẫu nhân trắc,... | Hội tụ nhiều phân môn giải phẫu người khác nhau: giải phẫu thường, mô học, tế bào học, phôi thai học, giải phẫu bệnh, giải phẫu X quang, giải phẫu siêu âm, giải phẫu nhân trắc,... | Hội tụ nhiều phân môn giải phẫu người khác nhau: giải phẫu thường, mô học, tế bào học, phôi thai học, giải phẫu bệnh, giải phẫu X quang, giải phẫu siêu âm, giải phẫu nhân trắc,... |
| Theo mục đích                        | - Giải phẫu nhân trắc học                   | Một phân môn của giải phẫu người, nghiên cứu đo dạc kích thước của các đoạn và bộ phận khác nhau của cơ thể con người, nhằm phục vụ cho nhiều mục đích và môn học khác nhau. - Trong y học: đánh giá tình trạng thể lực, dinh dưỡng, phát triển của cơ thể ở các lứa tuổi, giới tính và các tình trạng lành bệnh khác nhau - Trong nhân chủng học và cổ nhân học: phân loại và nhận dạng các chủng tộc loài người ở các thời đại khác nhau - Trong các ngành công nghiệp và kinh tế khác: thiết kế ra các máy móc dụng cụ và trang thiết bị phù hợp với tầm vóc và kích thước cơ thể của mỗi nhóm người, hình thành môn học mới mang tên công thái học (nghiên cứu thiết kế thích nghi với điều kiện lao động) - Cơ sở cho nhiều việc khác: tuyển quân, tuyển sinh, tuyền nghề, thi hoa hậu,... | Một phân môn của giải phẫu người, nghiên cứu đo dạc kích thước của các đoạn và bộ phận khác nhau của cơ thể con người, nhằm phục vụ cho nhiều mục đích và môn học khác nhau. - Trong y học: đánh giá tình trạng thể lực, dinh dưỡng, phát triển của cơ thể ở các lứa tuổi, giới tính và các tình trạng lành bệnh khác nhau - Trong nhân chủng học và cổ nhân học: phân loại và nhận dạng các chủng tộc loài người ở các thời đại khác nhau - Trong các ngành công nghiệp và kinh tế khác: thiết kế ra các máy móc dụng cụ và trang thiết bị phù hợp với tầm vóc và kích thước cơ thể của mỗi nhóm người, hình thành môn học mới mang tên công thái học (nghiên cứu thiết kế thích nghi với điều kiện lao động) - Cơ sở cho nhiều việc khác: tuyển quân, tuyển sinh, tuyền nghề, thi hoa hậu,... | Một phân môn của giải phẫu người, nghiên cứu đo dạc kích thước của các đoạn và bộ phận khác nhau của cơ thể con người, nhằm phục vụ cho nhiều mục đích và môn học khác nhau. - Trong y học: đánh giá tình trạng thể lực, dinh dưỡng, phát triển của cơ thể ở các lứa tuổi, giới tính và các tình trạng lành bệnh khác nhau - Trong nhân chủng học và cổ nhân học: phân loại và nhận dạng các chủng tộc loài người ở các thời đại khác nhau - Trong các ngành công nghiệp và kinh tế khác: thiết kế ra các máy móc dụng cụ và trang thiết bị phù hợp với tầm vóc và kích thước cơ thể của mỗi nhóm người, hình thành môn học mới mang tên công thái học (nghiên cứu thiết kế thích nghi với điều kiện lao động) - Cơ sở cho nhiều việc khác: tuyển quân, tuyển sinh, tuyền nghề, thi hoa hậu,... |
| Theo mục đích                        | - Giải phẫu nhân chủng học                  | - Tìm hiểu, so sánh và xếp loại các đặc điểm hình thái và kích thước đặc trưng cho các chủng tộc hay quần thể loài người khác nhau đang sống trên Trái Đất (nhân chủng học hiện đại) - Tìm hiểu, nhận dạng các đặc điểm hình thái và kích thước của các di cốt cổ xưa, làm sáng tỏ quá trình tiến hóa và nguồn gốc của loài người (cổ nhân học, khảo cổ học) | - Tìm hiểu, so sánh và xếp loại các đặc điểm hình thái và kích thước đặc trưng cho các chủng tộc hay quần thể loài người khác nhau đang sống trên Trái Đất (nhân chủng học hiện đại) - Tìm hiểu, nhận dạng các đặc điểm hình thái và kích thước của các di cốt cổ xưa, làm sáng tỏ quá trình tiến hóa và nguồn gốc của loài người (cổ nhân học, khảo cổ học) | - Tìm hiểu, so sánh và xếp loại các đặc điểm hình thái và kích thước đặc trưng cho các chủng tộc hay quần thể loài người khác nhau đang sống trên Trái Đất (nhân chủng học hiện đại) - Tìm hiểu, nhận dạng các đặc điểm hình thái và kích thước của các di cốt cổ xưa, làm sáng tỏ quá trình tiến hóa và nguồn gốc của loài người (cổ nhân học, khảo cổ học) |
| Theo mục đích                        | - Giải phẫu mỹ thuật                        | Nghiên cứu hình thái, tầm vóc, tỷ lệ kích thước của cơ thể người, ở các lứa tuổi, giới tính, dân tộc, nghề nghiệp khác nhau, các tư thế hoạt động trong lao động và sinh hoạt, các trạng thái biểu hiện nét mặt,... để sáng tác được các tác phẩm hội họa và điêu khắc | Nghiên cứu hình thái, tầm vóc, tỷ lệ kích thước của cơ thể người, ở các lứa tuổi, giới tính, dân tộc, nghề nghiệp khác nhau, các tư thế hoạt động trong lao động và sinh hoạt, các trạng thái biểu hiện nét mặt,... để sáng tác được các tác phẩm hội họa và điêu khắc | Nghiên cứu hình thái, tầm vóc, tỷ lệ kích thước của cơ thể người, ở các lứa tuổi, giới tính, dân tộc, nghề nghiệp khác nhau, các tư thế hoạt động trong lao động và sinh hoạt, các trạng thái biểu hiện nét mặt,... để sáng tác được các tác phẩm hội họa và điêu khắc |
| Theo mục đích                        | - Giải phẫu thể dục thể thao                | Quan tâm đến hình thể, cấu trúc, chức năng và sự phát triển của các cơ quan vận động liên quan đến động tác thể dục, thể thao để liên kế hoạch tập luyện một cách khoa học | Quan tâm đến hình thể, cấu trúc, chức năng và sự phát triển của các cơ quan vận động liên quan đến động tác thể dục, thể thao để liên kế hoạch tập luyện một cách khoa học | Quan tâm đến hình thể, cấu trúc, chức năng và sự phát triển của các cơ quan vận động liên quan đến động tác thể dục, thể thao để liên kế hoạch tập luyện một cách khoa học |

## Lịch sử

### Thời cổ đại

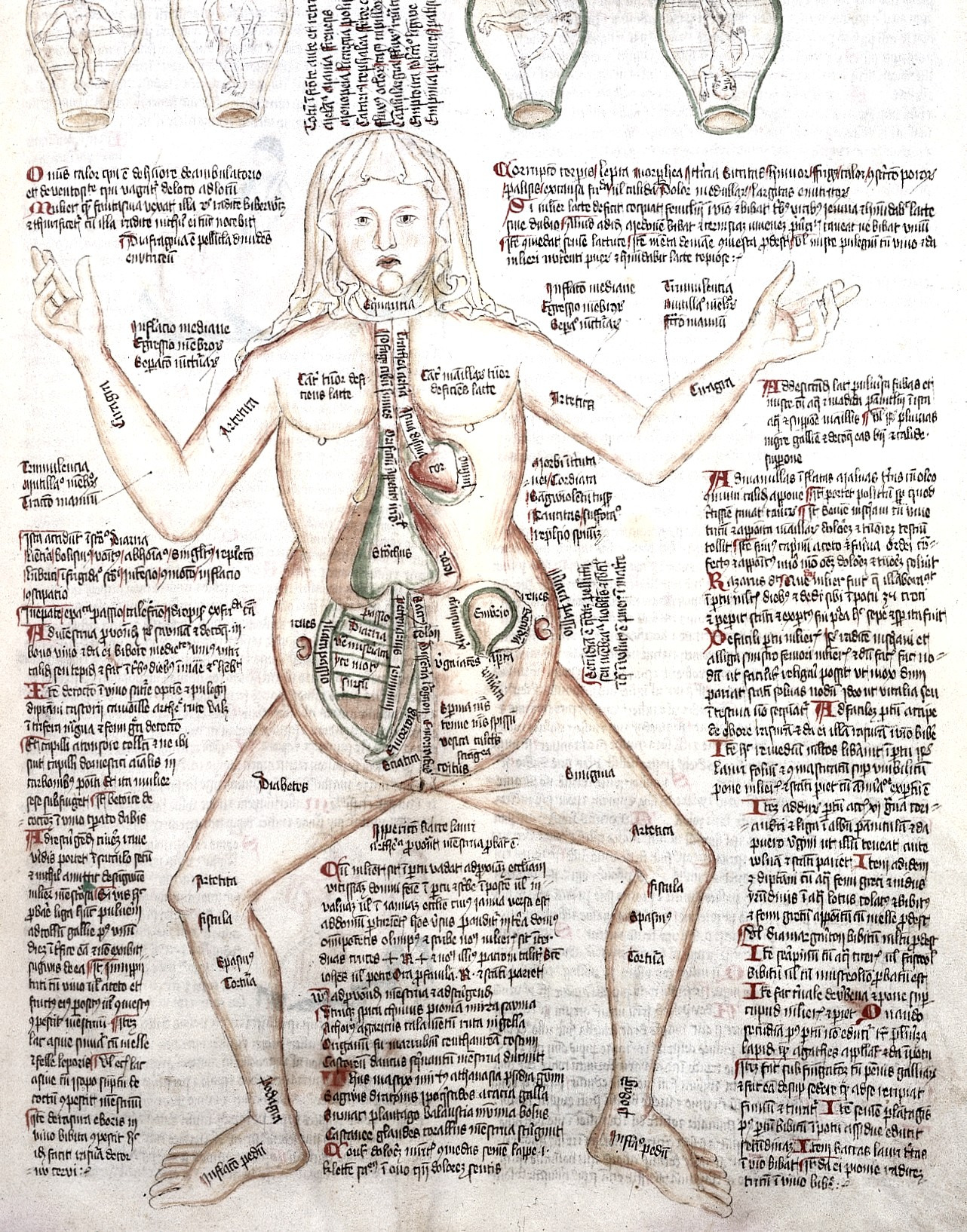
Hình ảnh của tài liệu có nội dung giải phẫu thời cổ đại

Năm 1600 TCN, văn bản giấy cói Edwin Smith, một văn bản y học thời Ai Cập cổ đại, đã mô tả tim, mạch, gan, lách, thận, vùng dưới đồi, tử cung và bàng quang, trong đó có nhắc đến sự vận chuyển máu từ tim đến các mạch máu. Văn bản giấy cói Ebers (khoảng 1550 TCN) là bài "luận về trái tim", trong đó có viết: mạch máu chở tất cả dịch lỏng đi và đến tất cả các cơ quan trong cơ thể.
Giải phẫu và sinh lý học Hy Lạp cổ đại đã trải qua nhiều thay đổi và tiến bộ lớn thời cổ đại. Theo thời gian, hai ngành học ngày càng được mở rộng và phát triển nhờ sự hiểu biết sâu rộng về các chức năng các cơ quan và cấu trúc trong cơ thể. Các quan sát giải phẫu hiện tượng cơ thể người được thực hiện đã góp phần nâng cao hiểu biết về não, mắt, gan, cơ quan sinh dục và hệ thần kinh.
Thành phố Alexandria thời Ai Cập thuộc Hy Lạp cổ đại là bước khởi đầu cho sự phát triển khoa học giải phẫu và sinh lý học. Alexandria không chỉ là thư viện lớn nhất lưu trữ các hồ sơ y tế và sách trên thế giới trong thời Hy Lạp cai trị, mà còn là nơi ở của nhiều học viên y khoa và triết gia. Sự đóng góp tuyệt vời trong lĩnh vực nghệ thuật và khoa học từ thời Ptolemy đã biến Alexandria trở thành một thành phố có nhiều thành tựu văn hóa và khoa học, cạnh tranh với các quốc gia thuộc Hy Lạp khác.

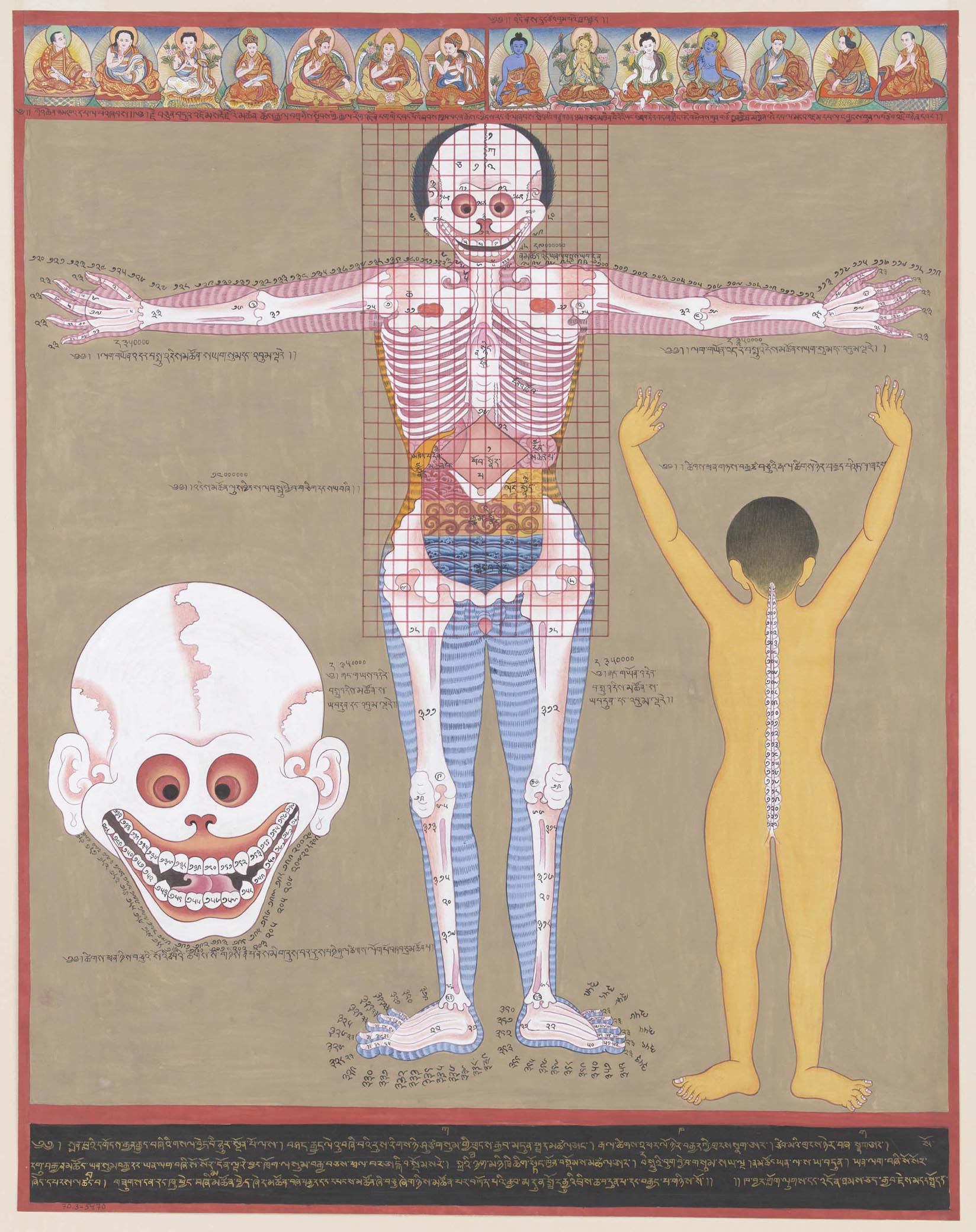
Tranh thangka (thế kỷ XVII)

Một số tiến bộ nổi bật nhất trong giải phẫu và sinh lý học xuất hiện ở Alexandria thời kỳ Hy Lạp hóa. Herophilus và Erasistratus là hai trong số các nhà giải phẫu học và sinh lý học nổi tiếng nhất thế kỷ III. Hai bác sĩ này là người tiên phong thực hiện phẫu tích cơ thể người để nghiên cứu y học. Họ cũng tiến hành giải phẫu sinh thể trên tử thi tội phạm kết án, vốn bị coi là điều cấm kỵ cho đến thời kỳ Phục hưng. Herophilus được công nhận là người đầu tiên thực hiện phẫu tích có hệ thống. Herophilus viết nhiều tác phẩm giải phẫu học, đóng góp cho nhiều ngành giải phẫu và nhiều bộ môn khác trong y học. Các tác phẩm đã phân loại hệ thống xung, phát hiện ra các động mạch của người có thành dày hơn tĩnh mạch và tâm nhĩ là một phần của tim. Kiến thức cơ thể người của Herophilus đã cung cấp kiến thức cơ bản quan trọng để tìm hiểu về não, mắt, gan, cơ quan sinh dục, hệ thần kinh và đặc trưng bệnh của cơ thể. Erasistratus mô tả chính xác cấu trúc của não, bao gồm các khoang và màng, và phân biệt giữa đại não và tiểu não. Trong quá trình nghiên cứu tại Alexandria, Erasistratus đặc biệt quan tâm đến các nghiên cứu về hệ tuần hoàn và hệ thần kinh. Ông phân biệt được dây thần kinh cảm giác và vận động trong cơ thể người và tin rằng không khí hít vào sẽ đi vào phổi và tim, sau đó được vận chuyển khắp cơ thể. Ông phân biệt động mạch và tĩnh mạch: động mạch mang khí còn tĩnh mạch mang máu từ tim đi khắp cơ thể. Erasistratus cũng đặt tên và mô tả chức năng của biểu mô và van tim, trong đó có cả van ba lá. Thế kỷ III, các bác sĩ Hy Lạp đã có thể phân biệt dây thần kinh với mạch máu, gân và phát hiện chúng có thể truyền xung động thần kinh. Herophilus đã phát hiện tổn thương thần kinh vận động gây tê liệt. Herophilus tìm hiểu và đặt tên màng não và các não thất, mối quan hệ giữa tiểu não và đại não và nhận ra rằng não bộ là "cái nôi của trí tuệ", phủ nhận quan điểm não chỉ là "buồng làm lạnh" của Aristotles. Herophilus mô tả các dây thần kinh sọ như thần kinh mắt, thần kinh vận nhãn, nhánh vận động của thần kinh sinh ba, thần kinh mặt, thần kinh tiền đình - ốc tai và thần kinh hạ thiệt.

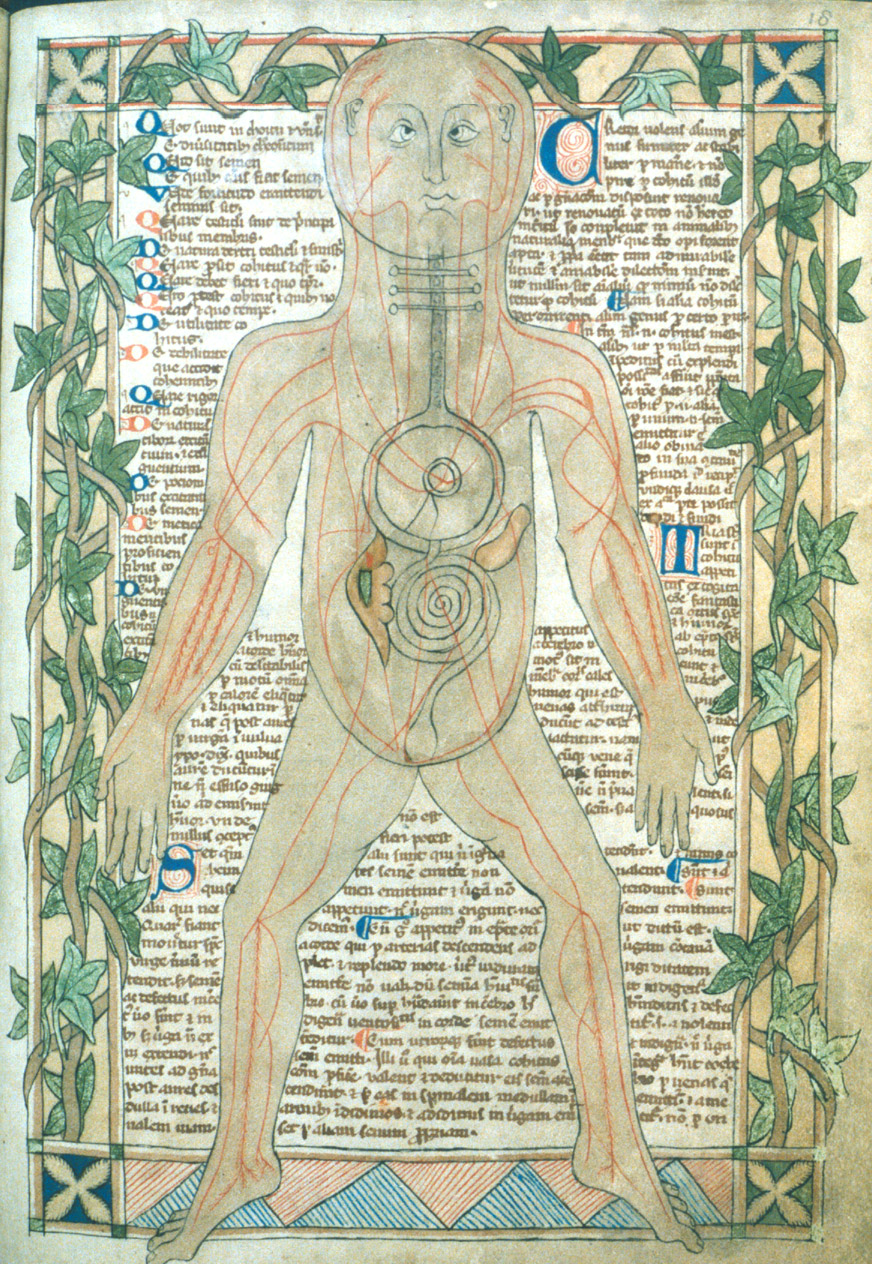
Một bản minh họa giải phẫu (thế kỷ XIII)

Thế kỷ III đánh dấu bước nhảy vọt trong nghiên cứu về hệ tiêu hóa và hệ sinh sản. Herophilus đã khám phá và mô tả đặc điểm của các tuyến nước bọt, ruột non và gan. Ông cho rằng tử cung là một cơ quan rỗng và ông mô tả buồng trứng và ống cổ tử cung. Ông phát hiện ra rằng tinh trùng được sản xuất ở tinh hoàn và là ông người đầu tiên xác định vị trí tuyến tiền liệt.
Giải phẫu cơ và xương được mô tả trong cuốn Hippoc Corpus, một công trình y học Hy Lạp cổ đại do tác giả vô danh soạn thảo. Aristotle mô tả giải phẫu động vật có xương sống dựa trên thao tác phẫu tích động vật. Praxagoras tìm ra sự khác biệt giữa động mạch và tĩnh mạch. Ở thế kỷ IV trước Công nguyên, Herophilos và Erasistratus đưa ra những mô tả giải phẫu chính xác hơn nhờ vào giải phẫu sinh thể các thi thể tội phạm ở Alexandria trong triều đại nhà Ptolemaios.
Vào thế kỷ II tại thành phố Pergamon, nhà giải phẫu học, bác sĩ lâm sàng, nhà văn và nhà triết học Galen đã viết bài luận văn có chủ đề giải phẫu. Bài luận văn này có sức ảnh hưởng to lớn cho nền y học thời cổ đại. Ông biên soạn các kiến thức hiện có và nghiên cứu giải phẫu thông qua phẫu tích động vật. Ông là một trong những nhà sinh lý học thực nghiệm đầu tiên nhờ các thí nghiệm giải phẫu sinh thể trên động vật. Các bức vẽ của Galen, chủ yếu dựa trên giải phẫu chó, trở thành sách giáo khoa giải phẫu duy nhất trong một nghìn năm. Các bác sĩ thời Phục hưng chỉ biết đến công trình của Galen vào thời đại hoàng kim của Hồi giáo, khi sách được dịch từ tiếng Hy Lạp trong một thời gian ở thế kỷ XV.

### Thời trung cổ đến sơ kỳ cận đại

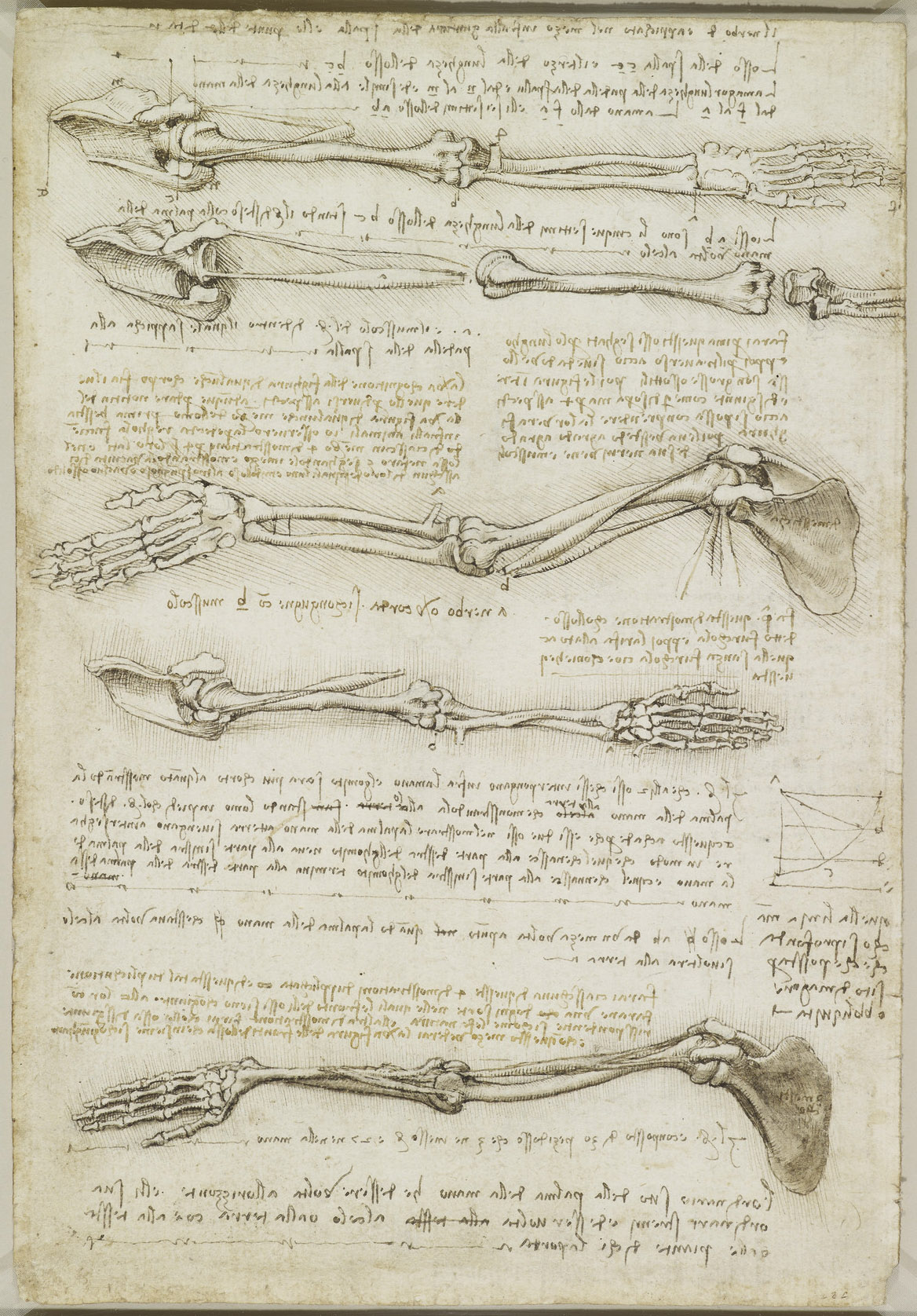
Giải phẫu cánh tay, tranh của Leonardo da Vinci (khoảng 1510)

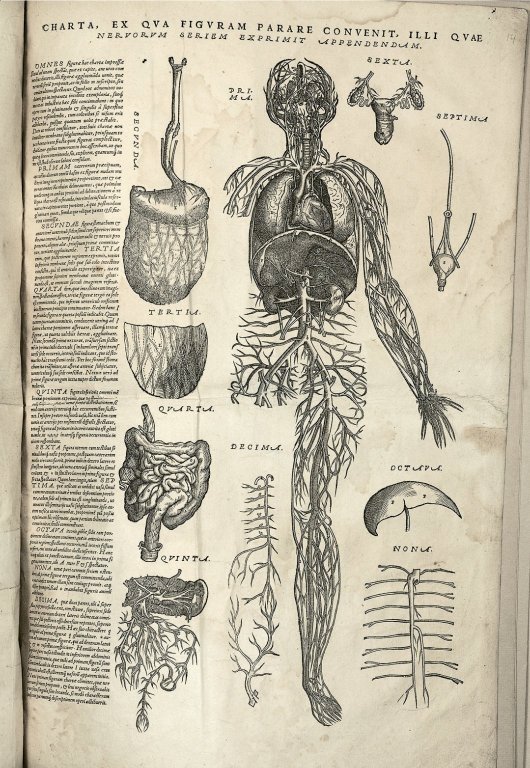
Tranh giải phẫu trong cuốn Epitome của Vesalius, xuất bản năm 1543

Giải phẫu chậm phát triển thời cổ đại cho đến thế kỷ XVI. Nhà sử học Marie Boas viết, "Tiến bộ về giải phẫu trước thế kỷ XVI chậm chạp một cách bí ẩn, và sự phát triển của giải phẫu sau năm 1500 lại nhanh chóng một cách đáng kinh ngạc".:120–121 Từ năm 1275 đến năm 1326, tại Bologna, ba nhà giải phẫu học Mondino de Luzzi, Alessandro Achillini và Antonio Benivieni lần đầu tiên tiến hành phẫu tích người một cách hệ thống. Quyển Giải phẫu năm 1316 của Mondino là sách giáo khoa đầu tiên từ thời trung cổ về giải phẫu người. Sách mô tả cơ thể theo trình tự bộc lộ khi Mondino phẫu tích, xuất phát từ vùng bụng, ngực, sau đó là đầu và tứ chi. Đây là sách giáo khoa giải phẫu tiêu chuẩn được dùng cho nhiều thế kỷ sau này.
Leonardo da Vinci được Andrea del Verrocchio đào tạo về giải phẫu học. Ông đã sử dụng kiến thức giải phẫu của mình trong tác phẩm nghệ thuật, thực hiện nhiều bản phác thảo về cấu trúc xương, cơ, các cơ quan của người và động vật có xương sống khác mà ông phẫu tích.
Andreas Vesalius (Andries van Wezel) xuất thân từ vùng Brabant, là giáo sư giải phẫu tại Đại học Padua. Ông được coi là người sáng lập ngành giải phẫu người hiện đại. Vesalius xuất bản cuốn sách nổi tiếng De humani corporis fabrica (Về cấu trúc cơ thể người), một cuốn sách khổ lớn gồm 7 tập, xuất bản năm 1543. Các hình minh họa chuẩn xác đến từng chi tiết phức tạp, các tư thế phúng dụ mang khuynh hướng chống đối trường phái Ý được cho là của nghệ sĩ Jan van Calcar, một học trò của Titian.
Ở Anh, giải phẫu là một chủ đề được nêu lên trong các bài giảng công khai đầu tiên về khoa học. Trong thế kỷ XVI, vua Henry VIII sáp nhập Hội Giải phẫu với Đoàn Thợ cạo để thành lập Đoàn Thợ cạo – Giải phẫu. Họ không có huấn luyện y khoa, thường được giao phó chăm sóc thương binh trong chiến tranh, lấy máu cũng như lưu ngụ tại các lâu đài để phục vụ các vị chủ nhân danh gia, vọng tộc.

### Hậu kỳ cận đại và hiện đại

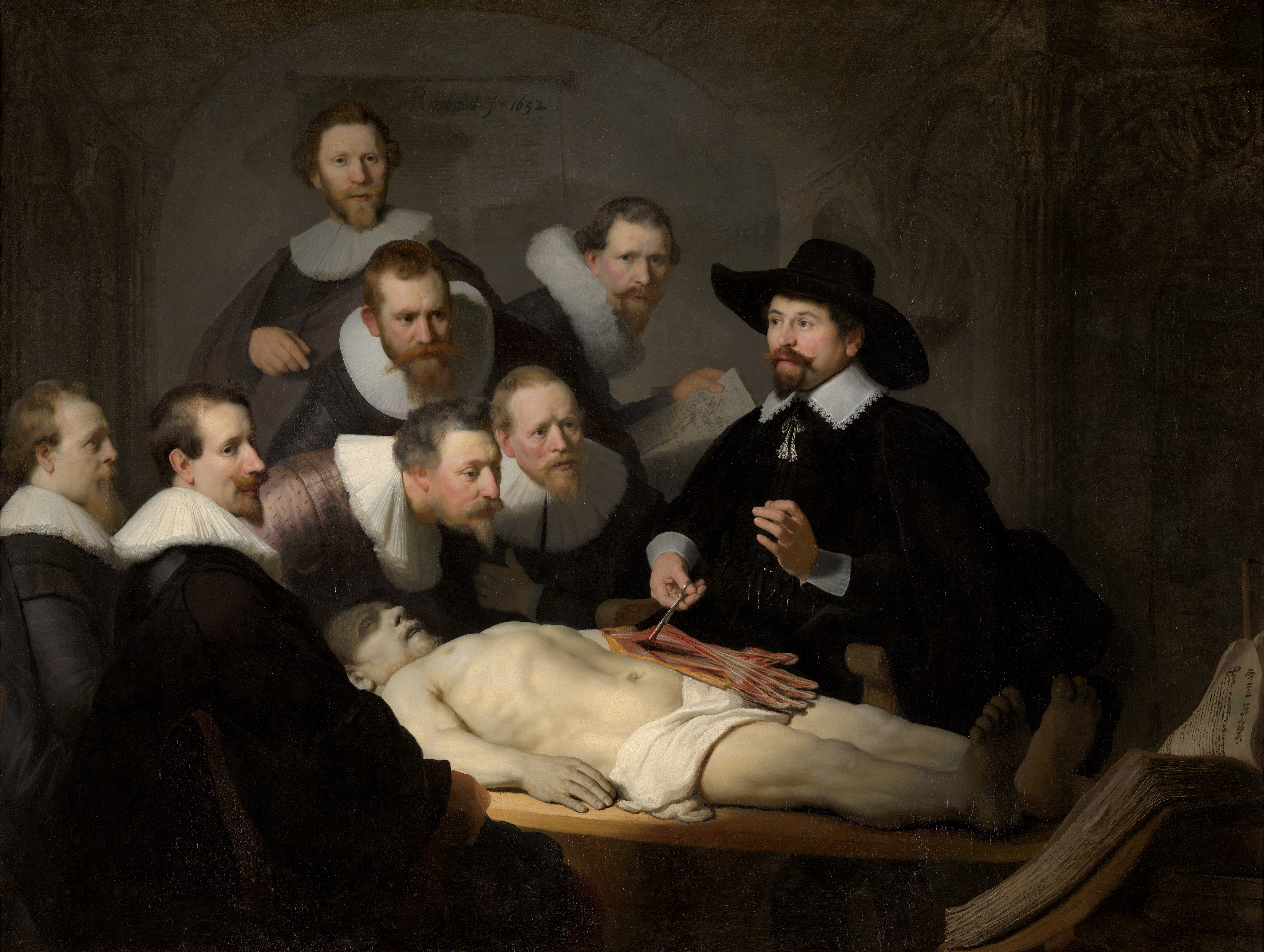
Bức tranh nổi tiếng của Rembrandt về đề tài giải phẫu: Giờ học giải phẫu của giáo sư Nicolaes Tulp, vẽ năm 1932.

Tại Hoa Kỳ, các trường y bắt đầu được thành lập từ cuối thế kỷ XIII. Lớp học giải phẫu luôn đòi hỏi phải có thi thể để sinh viên phẫu tích và việc đáp ứng nhu cầu này rất khó khăn. Philadelphia, Baltimore và New York đều là những địa điểm nổi tiếng với hoạt động trộm cắp thi thể để bán cho các nhà phẫu thuật. Thủ phạm đột nhập vào nghĩa địa lúc nửa đêm, nhấc thi thể mới chôn ra khỏi quan tài. Vấn đề này cũng tồn tại ở Anh khi mà nhu cầu thi thể rất lớn. Tội phạm đào mộ lấy thi thể, thậm chí giết người để có tử thi đem bán cho các cuộc nghiên cứu về giải phẫu. Một số nghĩa địa phải có tháp canh để bảo vệ mộ. Việc ban hành Đạo luật Giải phẫu năm 1832 ở Anh đã chấm dứt tình trạng này. Ở Hoa Kỳ, một đạo luật tương tự được ban hành sau khi bác sĩ William S. Forbes thuộc Đại học Y Jefferson bị kết tội vào năm 1882 với tội danh "đồng lõa với những kẻ đào trộm xác chết tàn phá nhiều ngôi mộ trong nghĩa trang Lebanon".

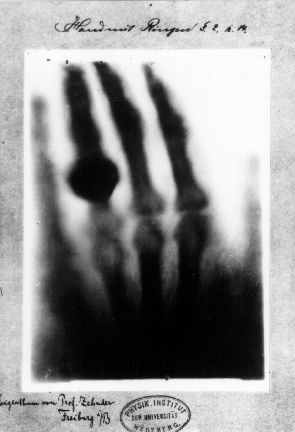
Bức ảnh chụp X-quang y tế đầu tiên với tiêu đề: "Bàn tay với chiếc nhẫn" (Hand mit Ringen). Đây là bàn tay của Anna Bertha Ludwig, vợ của nhà khoa học đã tìm tia X: Wilhelm Röntgen

Từ năm 1863 đến 1889, Sir John Struthers, giáo sư bộ môn Giải phẫu thuộc Đại học Aberdeen, đã thay đổi cách thức giảng dạy giải phẫu học ở Anh. Ông thiết lập hệ thống ba năm giảng dạy các môn "tiền lâm sàng" bao hàm các ngành khoa học cơ bản y học, trong đó có giải phẫu. Hệ thống này tồn tại cho đến khi chương trình đào tạo bác sĩ y khoa cải cách vào năm 1993 và 2003. Ngoài việc giảng dạy, ông còn thu thập nhiều bộ xương động vật để thành lập bảo tàng giải phẫu so sánh, xuất bản hơn 70 tài liệu nghiên cứu và nổi tiếng nhờ công trình phẫu tích cá voi Tay. Năm 1822, Đại học Phẫu thuật Hoàng gia quy định việc giảng dạy giải phẫu trong các trường y. Bảo tàng y học là nơi cung cấp các hình ảnh về giải phẫu so sánh, được sử dụng làm tài liệu giảng dạy. Ignaz Semmelweis nghiên cứu về cơ chế gây nhiễm trùng sau sinh. Ông nhận thấy rằng các cơn sốt gây chết người này xảy ra thường xuyên hơn ở những bà mẹ được sinh viên y khoa thăm khám, đặc biệt là sinh viên nào mà đi từ phòng phẫu tích đến bệnh viện và thăm khám phụ nữ mới sinh con. Giáo sư Semmelweis nhận thấy rằng việc sinh viên rửa tay bằng vôi clo trước khi thăm khám lâm sàng có thể giúp tỷ lệ nhiễm trùng sau sinh ở các bà mẹ giảm đi đáng kể.

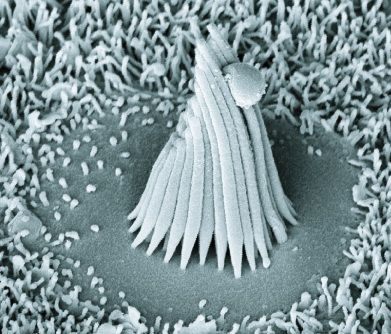
Ảnh chụp kính hiển vi điện tử quét các tế bào có lông ở khoang tai trong ở ếch. Kính hiển vi điện tử quét có thể phóng đại đến 500 000 lần, cung cấp cho ta những thông tin rất hữu ích.

Trước thời đại y học hiện đại, phương tiện chính để nghiên cứu cấu trúc bên trong của cơ thể là phẫu tích thi thể và kiểm tra, sờ nắn, thính chẩn (nghe bệnh) trên người sống. Sự ra đời của kính hiển vi đã mở ra một kỷ nguyên mới trong sự hiểu biết về các cấu trúc cấu thành mô sống. Những tiến bộ kỹ thuật trong việc phát triển thấu kính tiêu sắc làm tăng khả năng phân ly của kính hiển vi. Khoảng năm 1839, Matthias Jakob Schleiden và Theodor Schwann nhận định rằng tế bào là đơn vị cơ bản của tất cả các tổ chức sống. Máy vi phẫu được phát minh để thực hiện cắt lát qua mô đủ mỏng để kiểm tra các cấu trúc nhỏ hơn nữa. Kỹ thuật nhuộm tiêu bản giúp phân biệt giữa các loại mô khác nhau. Những tiến bộ trong lĩnh vực mô học và tế bào học bắt đầu nở rộ vào cuối thế kỷ XIX, cùng với những tiến bộ trong kỹ thuật phẫu thuật cho phép loại bỏ các mẫu sinh thiết an toàn mà không gây đau đớn. Kính hiển vi điện tử được phát minh đã mang lại một bước tiến lớn, cho phép nghiên cứu các cấu trúc siêu vi của tế bào, gồm bào quan và cấu trúc khác bên trong chúng. Vào những năm 50 của thế kỉ XIX, việc sử dụng hiện tượng nhiễu xạ tia X để nghiên cứu cấu trúc của protein, acid nucleic và các phân tử sinh học khác đã thiết lập một ngành giải phẫu mới: giải phẫu phân tử.
Thủ thuật không xâm lấn để kiểm tra các cấu trúc bên trong của cơ thể cũng là những tiến bộ không kém phần quan trọng. Tia X có khả năng truyền qua cơ thể, được ứng dụng trong chụp X quang và nội soi huỳnh quang để phân biệt các cấu trúc bên trong nhờ mức độ mờ đục khác nhau. Chụp cộng hưởng từ, chụp cắt lớp vi tính và siêu âm đều cho phép kiểm tra các cấu trúc bên trong ở mức vô cùng chi tiết, vượt xa trí tưởng tượng và khả năng của các nền y học trước kia.